# Viterbo
Viterbo (Vetèrbe in dialetto viterbese) è un comune italiano di 66 496 abitanti capoluogo dell'omonima provincia nel Lazio.
Di probabili origini etrusche, presenta un vasto centro storico medievale, con il quartiere di San Pellegrino ben conservato e cinto da mura quasi perfettamente integre. Viterbo è conosciuta come la città dei Papi: alla fine del XIII secolo fu infatti sede pontificia e per 24 anni il Palazzo Papale ospitò e vide eleggere diversi pontefici. È celebre come città termale e vi ha sede l'Università degli Studi della Tuscia.

## Geografia fisica

### Territorio
La città sorge a 326 metri sul livello del mare, con una superficie di 406,23 km², che la pone al secondo posto tra i comuni del Lazio, all'interno di un ampio falsopiano, situato sulle prime pendici settentrionali del Monte Palanzana (che i viterbesi chiamano semplicemente La Palanzana), appartenente al gruppo dei Monti Cimini, rilievi di origine vulcanica che fanno parte, a loro volta, dell'Antiappennino laziale. Il falsopiano sul quale si trova il centro cittadino si distende ad ovest verso la pianura maremmana. La città è attraversata per tutta la sua lunghezza, con decorso est-ovest, dal Fosso Urcionio, che oggi scorre quasi completamente nel sottosuolo, mentre scorreva in superficie fino ai primi decenni del Novecento. La città ha un'isola amministrativa collocata fra i comuni di Vetralla e Ronciglione, dal nome "La Scorticata".

### Clima
- Classificazione climatica: zona D, 1989 GR/G

## Storia

### Etimologia
Si congettura che Viterbo derivi dal latino Vetus Urbs (ossia Città Vecchia), anche se l'etimologia rimane molto dubbia.

### Origini
Nel territorio di Viterbo vi sono tracce di insediamenti neolitici ed eneolitici, nell'ambito della cultura di Rinaldone.
Sono state rinvenute poche presenze etrusche, specie nel sottosuolo, ma probabilmente in questo periodo l'insediamento sul colle del Duomo, da identificare con Surina o Surna, non raggiungeva lo stato di vicus ed era un avamposto della lucumonia di Tarquinia. Nelle vicinanze sorgevano gli altri centri etruschi di Musarna e Acquarossa (poi distrutta, e ricostruita a poca distanza come Ferento).
Le fantasiose teorie quattrocentesche dell'erudito frate Annio (autore di quel complesso e monumentale falso storico noto come Antiquitatum variarum volumina XVII) hanno invece supposto che sorgesse qui una tetrapoli etrusca, sulla base dalla sigla FAVL che sarebbe un acronimo formato dalle iniziali di quattro cittadine (Fanum, Arbanum, Vetulonia, Longula).
Dopo la conquista romana vi fu costituito, con ogni probabilità, un insediamento militare, chiamato Castrum Herculis per la presenza nella zona di un tempio che si riteneva dedicato all'eroe mitologico, da cui deriva il leone simbolo di Viterbo. Nei pressi passava la via Cassia, che aveva una mansio ad Aquae Passaris, nell'area termale a occidente rispetto all'attuale Viterbo, mentre solo nel medioevo, con la sua ascesa politica, la strada passerà dentro la città.
Notizie più certe si hanno nell'Alto Medioevo con un castrum, cioè una fortificazione longobarda posta al confine tra i possedimenti nella Tuscia e il ducato bizantino di Roma: il colle di San Lorenzo, ricordato nella donazione di Sutri tra le proprietà che Liutprando promette alla Chiesa nel 729, fu fortificato nel 773 da Desiderio, nell'ultimo periodo della sua contesa con Carlo Magno. Un documento papale dell'852 riconosce il Castrum Viterbii come parte delle Terre di San Pietro, mentre Ottone I annovera il castello tra i possedimenti della Chiesa.

### Medioevo

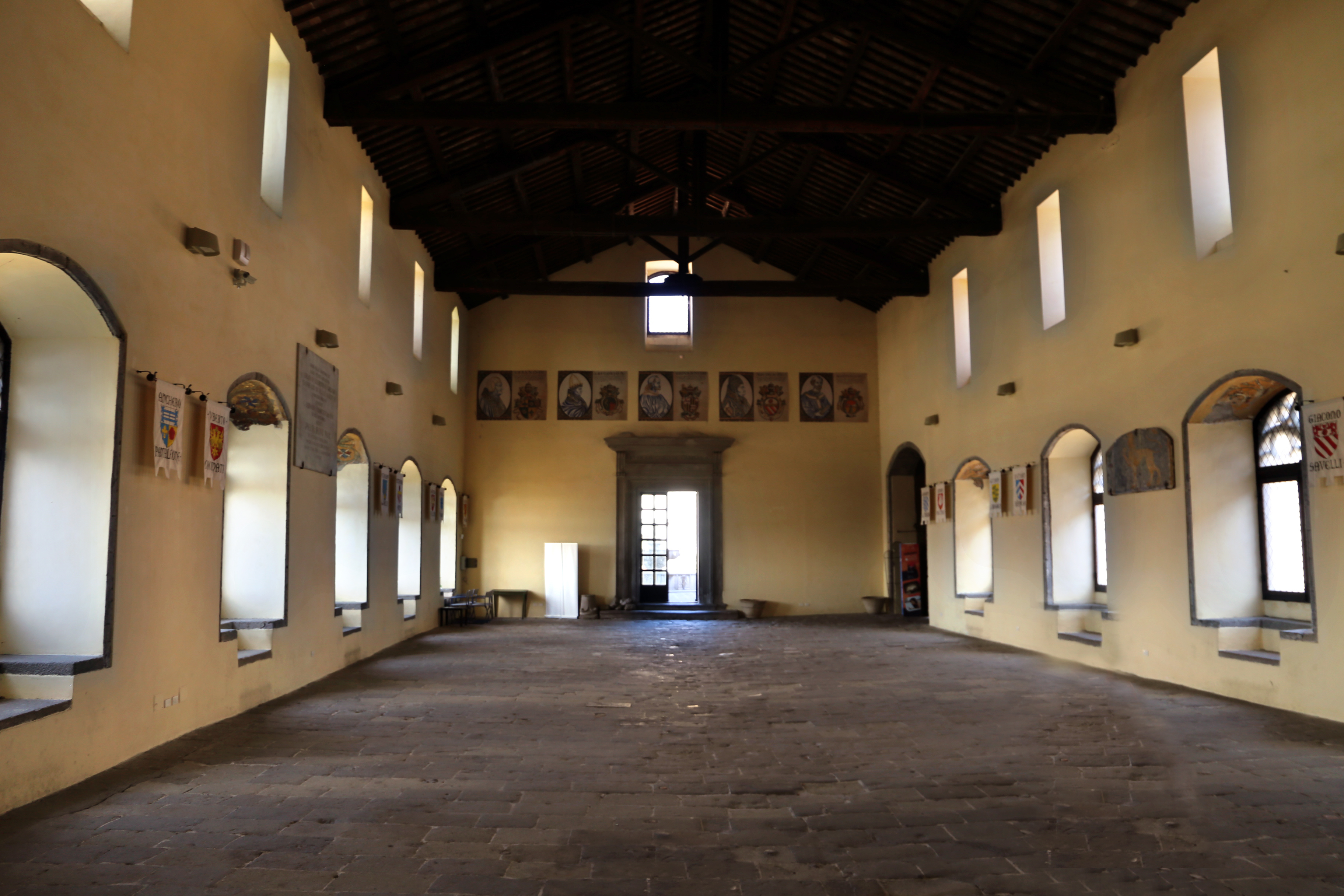
La "Sala del conclave" del palazzo dei Papi di Viterbo

Nell'XI secolo l'incremento demografico contribuì alla nascita di nuclei abitativi fuori dal castrum, e, attorno al 1090, a un primo tratto di mura; nel 1099 la scelta dei primi consoli sancì il passaggio a istituzioni comunali. È il XII secolo il periodo in cui Viterbo, libero comune, si assicurò il possesso di numerosi castelli: in tal senso la protezione di Federico I Barbarossa (presente nella città nel 1162), e il suo riconoscimento del comune viterbese, conferì legittimità alla sua politica di espansione. Nel 1172 venne distrutta la città di Ferento il cui simbolo (una palma) fu aggiunto al leone, simbolo di Viterbo (l'emblema vigente è costituito appunto da un leone accollato ad una palma); attorno al 1190 venne assediata Corneto (odierna Tarquinia), mentre l'imperatore attaccò Roma con l'esercito viterbese.
Il districtus del comune aumentò considerevolmente in quegli anni. Ulteriore elemento che accrebbe il prestigio e l'importanza politica di Viterbo, fu la sua elevazione a cattedra vescovile nel 1192 ai danni di Tuscania, la cui precedente predominanza nella Tuscia romana venne così meno.
All'inizio del XIII secolo la città fu finalmente inserita nell'orbita papale ed iniziò in tal modo un periodo di grande splendore, soprattutto con il disegno di papa Innocenzo III, che tentò di costituire uno stato territoriale: Viterbo nel 1207 ospitò il Parlamento degli stati della Chiesa. Tuttavia, per la presenza nella città di importanti famiglie insofferenti del predominio papale, venne invocata la protezione di Federico II: si aprì così, fino al 1250 circa, un periodo di lotte interne tra guelfi (la famiglia dei Gatti), e ghibellini (i Tignosi, poi Tignosini), con un'iniziale prevalenza di questi ultimi. Si inserì in questo contesto di aspre lotte civili e religiose la vita della più illustre figlia della città, Santa Rosa da Viterbo, che visse tra il 1233 e il 1251. Si ricordano non solo suoi miracoli in vita e post mortem, ma anche, benché fosse giovanissima morendo ad appena 18 anni, la sua coraggiosa predicazione contro gli eretici e i ghibellini, che animò i viterbesi a resistere contro l'assalto dell'esercito di Federico II. Negli stessi anni la città vide le iniziative politiche e militari del cardinale viterbese Raniero Capocci, storico ed acerrimo nemico dell'imperatore.

Il fallito assedio di Federico II nel 1243 con la grande vittoria dei viterbesi, guidati proprio da Raniero Capocci, sull'esercito imperiale e il conseguente successo dei guelfi, sancì, per la seconda metà del XIII secolo ed anche per i secoli futuri, la definitiva politica filo-papale: la ricca famiglia dei Gatti monopolizzò le cariche municipali e i pontefici scelsero Viterbo come sede papale. L'episodio discriminante, che attirò addirittura l'attenzione mondiale su Viterbo, fu l'elezione papale del 1268-1271, che portò Gregorio X al soglio pontificio: i cardinali che dovevano eleggere il successore di Clemente IV si riunivano inutilmente da quasi 20 mesi, quando il popolo viterbese sdegnato da tanto indugio, sotto la guida del Capitano del popolo Raniero Gatti, giunse alla drastica decisione di chiudere a chiave i cardinali nella sala dell'elezione (clausi cum clave), nutrirli a pane e acqua, e scoperchiare il tetto lasciandoli esposti alle intemperie, finché non avessero eletto il nuovo Papa; alla fine i cardinali - pressati anche dalle continue rampogne di Bonaventura da Bagnoregio - scelsero il piacentino Tedaldo Visconti, arcidiacono di Liegi, che aveva ricevuto solo gli ordini minori e in quei giorni si trovava in Terra santa per la nona crociata. 

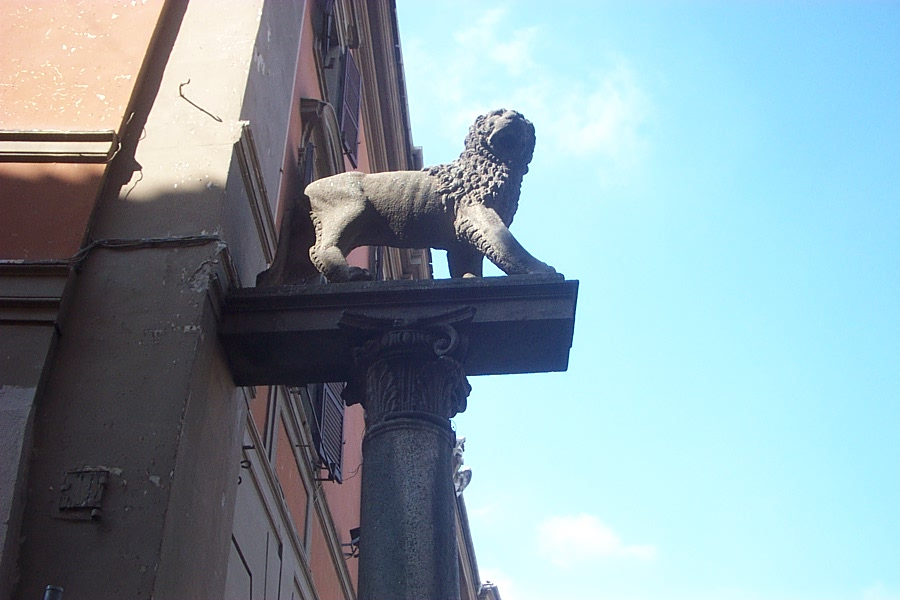
Il Leone, emblema di Viterbo

Il nuovo papa prese il nome di Gregorio X, (1272), e, vista la bontà della "clausura", stabilì con la costituzione apostolica Ubi Periculum che anche le future elezioni papali avvenissero in una sede chiusa a chiave: era nato il Conclave. Dal 1261 al 1281 in Viterbo si tennero ben cinque conclavi. Nell'ultimo di questi il popolo, artatamente sobillato da Carlo I d'Angiò, irruppe nella sala del Conclave e mise al carcere duro il cardinale Matteo Rubeo Orsini, protodiacono. Il pontefice che uscì eletto da questo conclave, funestato dall'invasione del popolo viterbese, fu un francese, il cardinale Simon de Brion, proprio come voleva Carlo d'Angiò. Peraltro il nuovo papa, che scelse il nome pontificale di Martino IV, appena eletto, anziché ringraziare i viterbesi che, mettendo in difficoltà i cardinali della famiglia Orsini, avevano favorito la sua elezione, lanciò sulla città di Viterbo un pesante interdetto e l'abbandonò in fretta e furia con tutta la corte pontificia, senza tornare a Roma, come molti auspicavano, ma recandosi a Orvieto. Si chiuse con questo spiacevole episodio il periodo aureo di Viterbo.

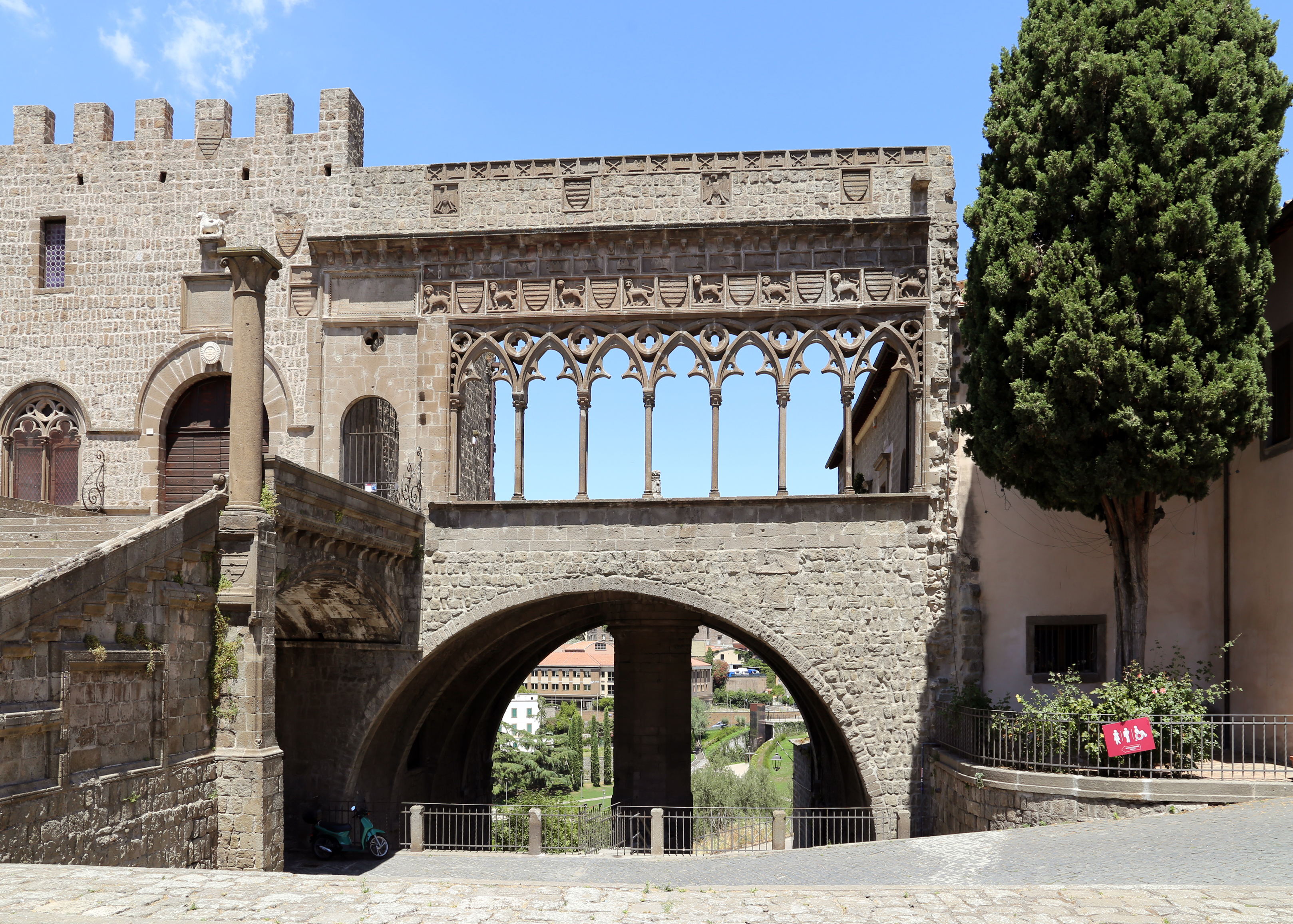
La loggia del palazzo dei Papi

I papi non verranno più a risiedere in città, anche se diversi pontefici vi soggiorneranno talora per periodi piuttosto lunghi; ne sono esempi papa Urbano V, che si fermò a Viterbo alcuni mesi tra il 1367 e il 1370 durante l'infruttuoso tentativo di riportare a Roma la sede papale, e papa Niccolò V, che nel 1454 fece addirittura costruire dal Rossellino in zona Bullicame un bel Palazzo termale (andato quasi completamente perduto) per venire in città a curare le sue gravi malattie, nonché Giulio II, che fu spesso ospite, nel primo decennio del Cinquecento, degli agostiniani viterbesi, vista l'amicizia che lo legava ad Egidio da Viterbo, e Leone X, che veniva a caccia nei dintorni. Durante la stabile presenza della curia papale a Viterbo, la città aveva raggiunto il suo massimo splendore, sia economico, quale centro posto lungo vie di comunicazione importanti, come la Via Cassia e la Francigena, che architettonico, con l'edificazione di edifici pubblici municipali, torri, chiese, nel fiorire sia dello stile romanico che dello stile gotico, che i cistercensi avevano inaugurato nel luogo con l'abbazia di San Martino al Cimino.
L'esilio avignonese dei papi contribuì alla decadenza della città e al riaprirsi delle lotte interne. L'effimera ricostituzione del Patrimonio di San Pietro del cardinale Egidio Albornoz, non impedì ai nobili Gatti e ai prefetti di Vico di imporsi, con istituzioni ormai di tipo signorile, a Viterbo.
Nei primi decenni del XVI secolo Viterbo ospitò nuovamente, e spesso, papi, da Giulio II a Leone X, grazie - come sopra accennato - all'opera straordinaria del cardinale agostiniano Egidio da Viterbo.
A metà del Cinquecento la città conobbe un nuovo, ancorché breve, periodo di fervore culturale e spirituale per la presenza del cardinale Reginald Pole, che riuniva a Viterbo il suo celebre circolo, di cui faceva parte, tra gli altri, la marchesa Vittoria Colonna ed alle cui riunioni intervenne spesso Michelangelo.
Dal XIII al XVI secolo, Viterbo è stata sede di una comunità ebraica, fino al decreto di espulsione del 1569.

### Età moderna

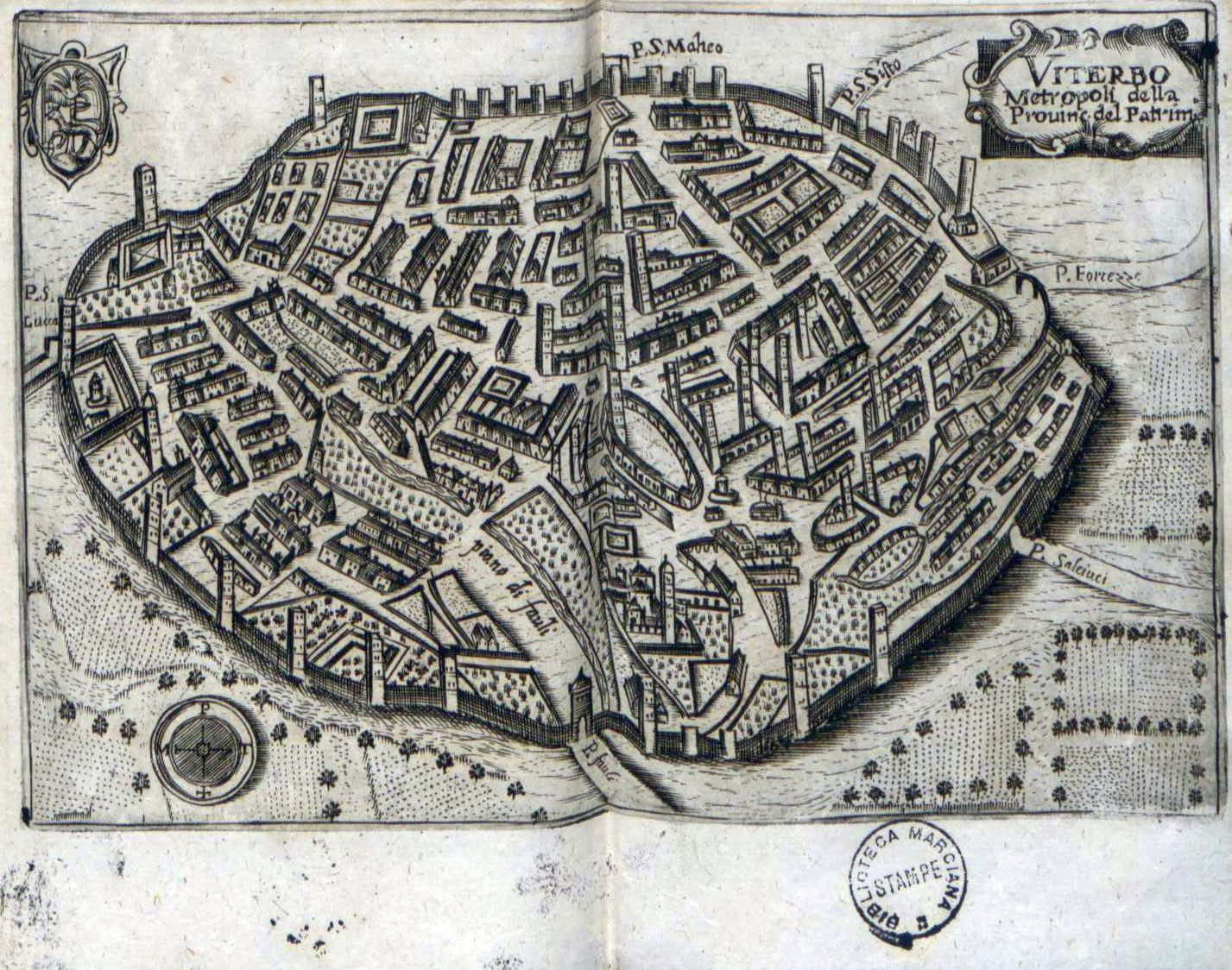
Viterbo nell'Itinerario di Franz Schott, 1647

Per Viterbo è un periodo di scarsa vitalità, economica e culturale: dalla fine del XVI secolo la città segue le sorti dello Stato della Chiesa e vede tramontare del tutto la vocazione internazionale che aveva assunto nei secoli del basso medioevo.
Occupata nel 1798 dalle truppe francesi del generale Championnet, intervenuto a difesa della Repubblica romana, si ribellò, imprigionando la guarnigione lasciatavi dai francesi, quando nel mese di novembre le truppe del generale austriaco Mack e del re di Napoli Ferdinando IV di Borbone entrarono in Roma. Cacciate tuttavia queste poco dopo dallo Championnet, Viterbo fu attaccata dalle truppe del generale francese François Étienne Kellermann, al quale dovette arrendersi dopo che il medesimo aveva sconfitto nelle vicinanze i 6 000 uomini dell'émigré francese, Roger de Damas.
Nel 1867, con la colonna garibaldina Acerbi, fu testimone della sfortunata campagna dell'Agro romano per la liberazione di Roma, conclusasi a Mentana il 3 novembre con la sconfitta di Garibaldi da parte delle truppe pontificie e francesi. La città dovette attendere il 12 settembre 1870 per essere di nuovo liberata dalle truppe italiane, questa volta quelle dell'esercito regolare in marcia verso Roma.
Con l'unità d'Italia, aggregato quasi tutto il Lazio nella provincia di Roma, Viterbo perse la qualifica di capoluogo, che le fu restituita solo nel 1927 con il riordino delle circoscrizioni provinciali, attuato da Benito Mussolini.
In questa occasione però, aspirava al rango di provincia anche Civitavecchia ma Viterbo riuscì ad avere la meglio, incrementando il proprio territorio e numero di abitanti, sopprimendo e inglobando come frazioni, con assenso governativo, i comuni di Bagnaia, San Martino al Cimino, Grotte Santo Stefano, ed altri piccoli centri limitrofi. (vedi comuni italiani soppressi).
Durante la seconda guerra mondiale la città venne rapidamente occupata dopo l'8 settembre 1943 dalle truppe tedesche della 3. Panzergrenadier-Division che erano in movimento verso Roma. Durante l'occupazione fu sede di un comando tedesco e fu quindi sottoposta dall'aviazione alleata a ripetuti bombardamenti, di cui particolarmente pesante fu quello del 17 gennaio 1944, che portò alla morte di centinaia di civili ed alla distruzione di vaste zone del centro storico e di altri territori vicini.

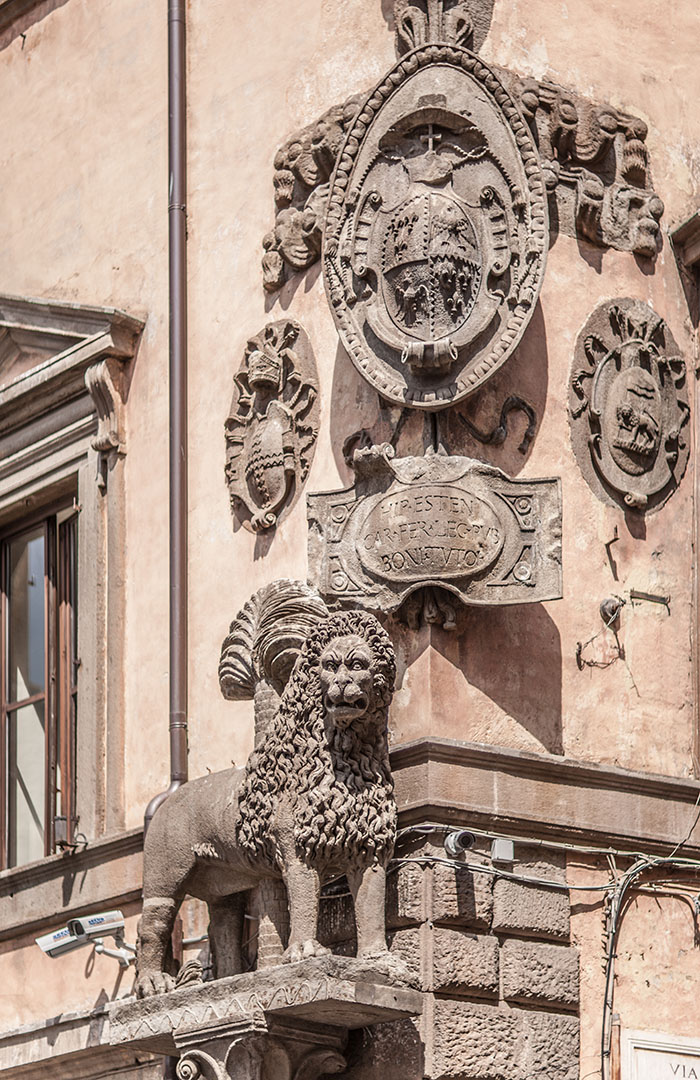
Uno dei due Leoni in Piazza del Plebiscito.

### Simboli
Lo stemma civico, riconosciuto con decreto del 19 luglio 1929, ha la seguente blasonatura:

### Onorificenze
Nel 1962 Viterbo è stata insignita della Medaglia d'argento al Valor Civile per gli innumerevoli caduti ed i gravissimi danni riportati in seguito ai bombardamenti alleati del 1943-44.

## Monumenti e luoghi d'interesse

### Architetture religiose

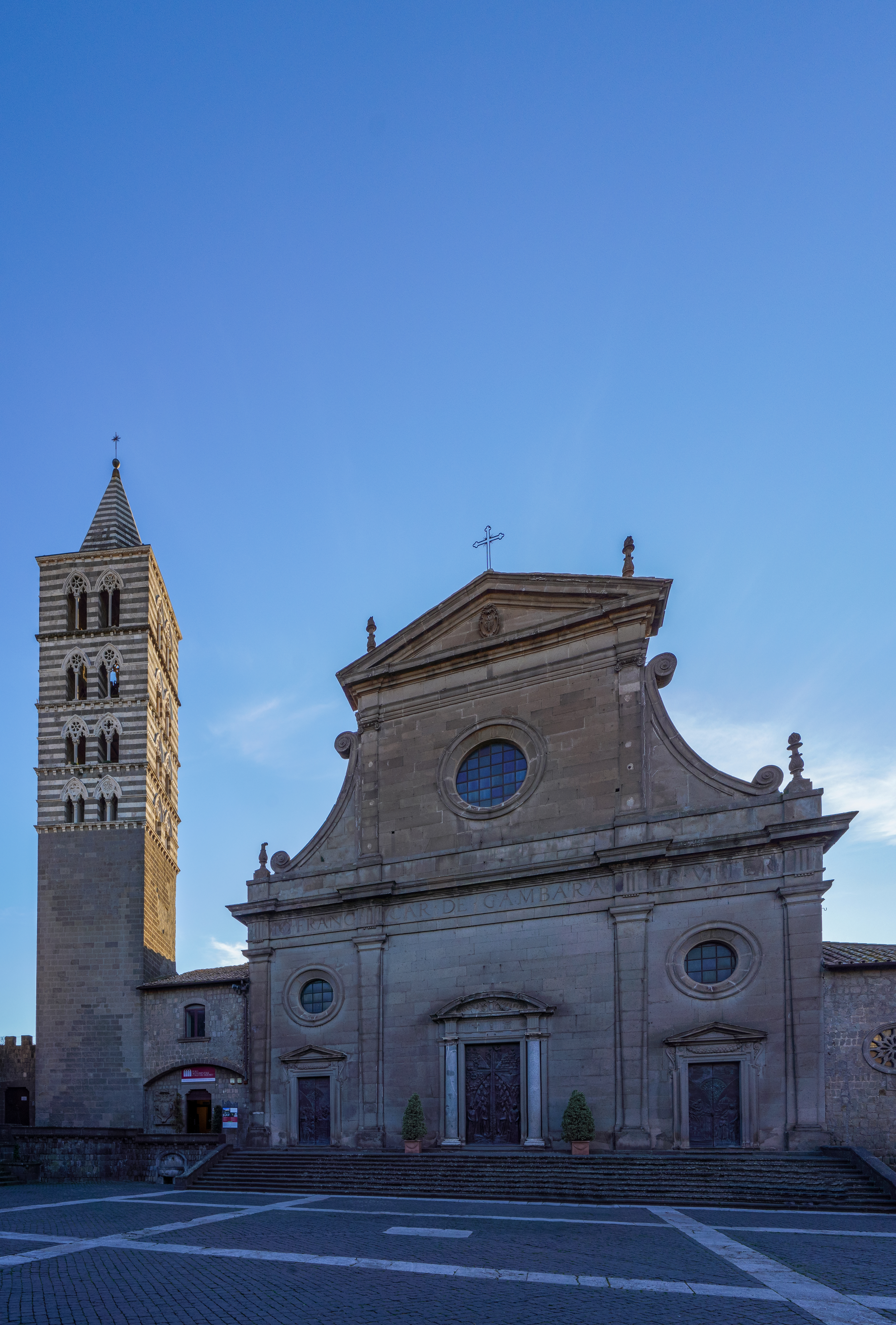
La cattedrale di San Lorenzo (il Duomo).

- Cattedrale di San Lorenzo, accanto al palazzo dei Papi. Il duomo fu eretto in stile romanico nel corso del XII secolo, sul terreno dove era situata una piccola chiesa dell'VIII secolo dedicata appunto a San Lorenzo, a sua volta edificata sulle rovine di un tempio pagano dedicato ad Ercole, ma la sua facciata risale al 1570, quando fu rifatta in stile rinascimentale su disposizione del vescovo Giovanni Francesco Gambara. Il duomo ha subito notevoli danni durante un bombardamento della città da parte degli alleati nel 1944. Il restauro successivo ha restituito parte della struttura romanica preesistente ai rimaneggiamenti eseguiti durante il periodo barocco. Il campanile trecentesco è formato nella parte alta da strati segnati da doppie bifore e da fasce policrome orizzontali. Lo spazio interno è articolato in tre navate separate da due file di colonne culminanti in eleganti capitelli. Il pavimento è in stile cosmatesco. Nella zona absidale della navata sinistra vi è il sepolcro di papa Giovanni XXI (†1277) e poco distante è sita una pregevole tavola del XII secolo raffigurante la Madonna della carbonara di stile bizantino.[19] Nella chiesa fu certamente sepolto anche papa Alessandro IV (†1261), ma la sua tomba è andata perduta.[20]

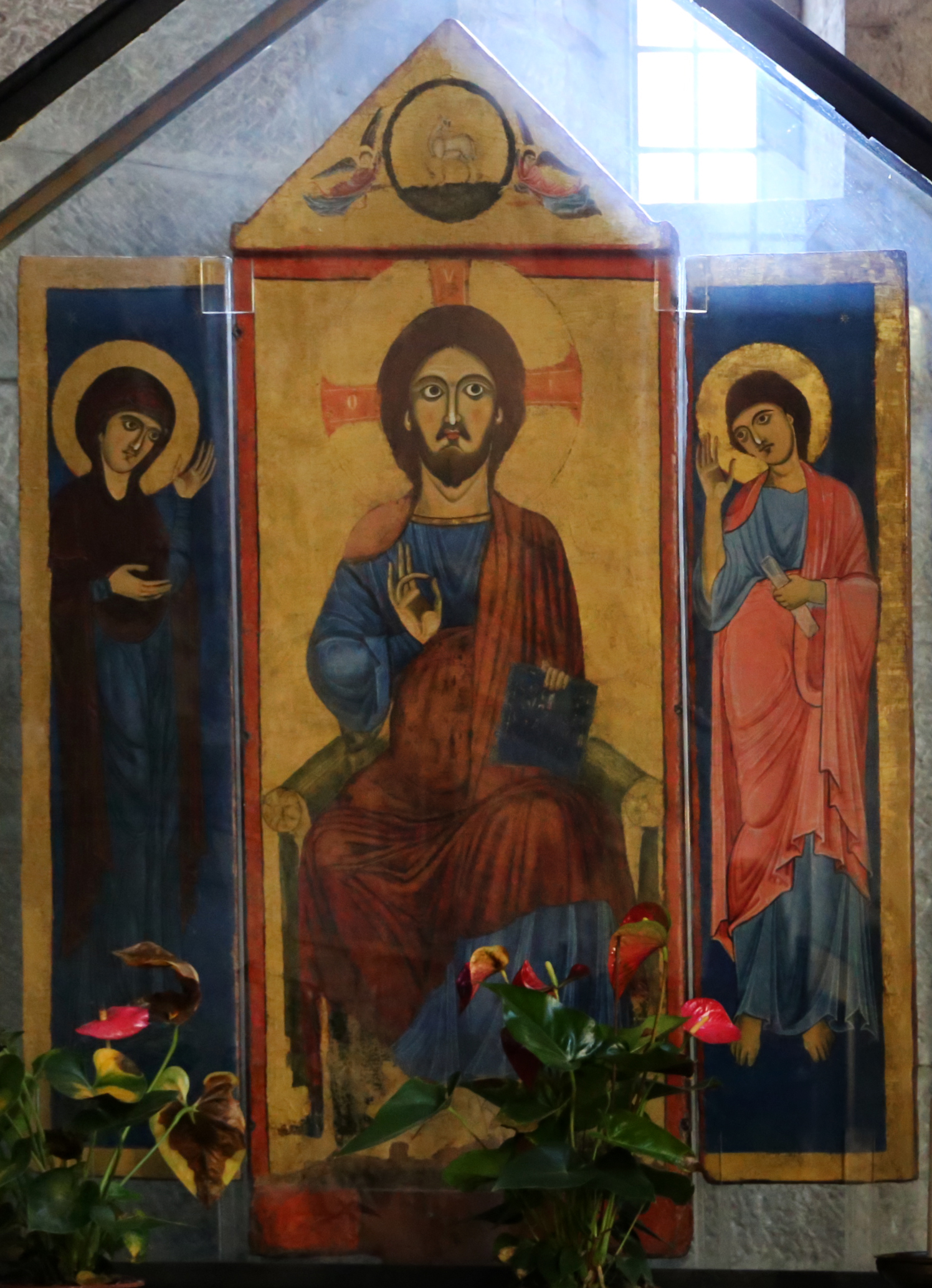
Il trittico posto nell'abside della navata sinistra della chiesa di Santa Maria Nuova.

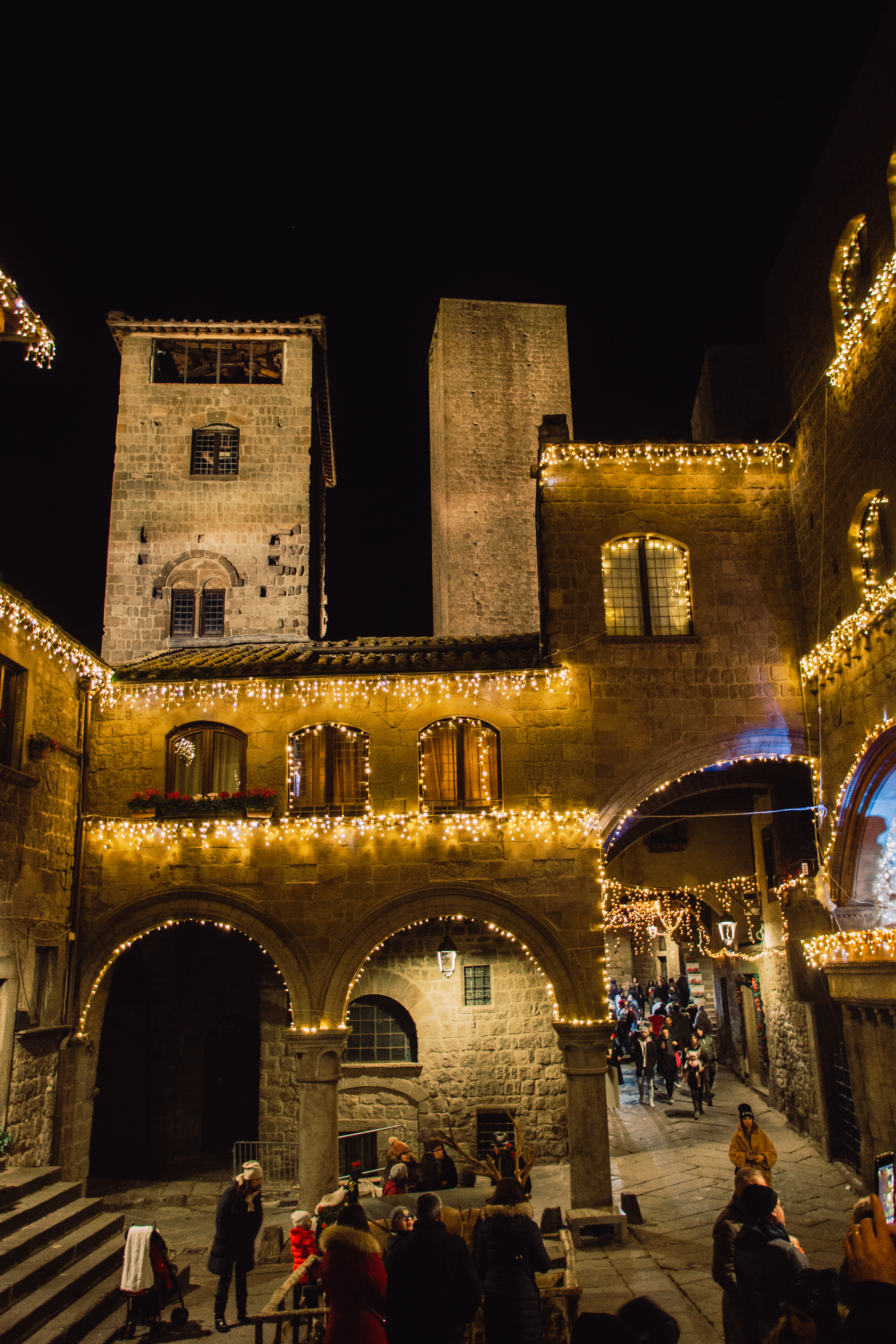
Il quartiere medievale di San Pellegrino durante il periodo natalizio

- Il quartiere medievale di San Pellegrino durante il periodo natalizioChiesa di Santa Maria Nuova, una delle più antiche di Viterbo. Risale al 1080 e fu edificata sui resti di un tempio dedicato a Giove Cimino, la cui testa scolpita (che molti credettero in passato raffigurasse Gesù) si sporge sopra il portale. In un angolo esterno dell'edificio, figura un piccolo pulpito in pietra cui si accedeva tramite una scala di legno, da cui, secondo la leggenda, avrebbe predicato nel 1266 San Tommaso d'Aquino. In realtà le ridottissime dimensioni del pulpito non risultano compatibili con la ben nota mole del grande santo domenicano, il cui ciclo di prediche voluto da papa Clemente IV si tenne con ogni probabilità dentro la chiesa. All'interno è conservata una collezione di pittura viterbese del periodo che va dal XIV al XVI secolo. Nella navata di sinistra, in fondo, si trova un pregevole trittico bizantino del 1180 di cuoio che raffigura il Cristo. Le navate laterali presentano un soffitto retto da capriate lignee e decorato da formelle in ceramica. Nel Battistero da notare l'affresco con i Santi Giovanni Battista, Girolamo e Lorenzo, di Antonio del Massaro da Viterbo, detto il Pastura, affine per alcuni aspetti ad Antoniazzo Romano e per altri al Perugino. A un lato dell'altare maggiore, è posto un ingresso all'antica cripta paleocristiana. Una scala posta all'esterno dell'abside conduce ad un chiostro, erroneamente definito "longobardo". Il chiostro è rimasto sepolto e sconosciuto fino agli anni ottanta (non esistevano riferimenti o testimonianze che ne suggerissero l'esistenza), finché il crollo di un'ala del refettorio non ha condotto alla sua scoperta.

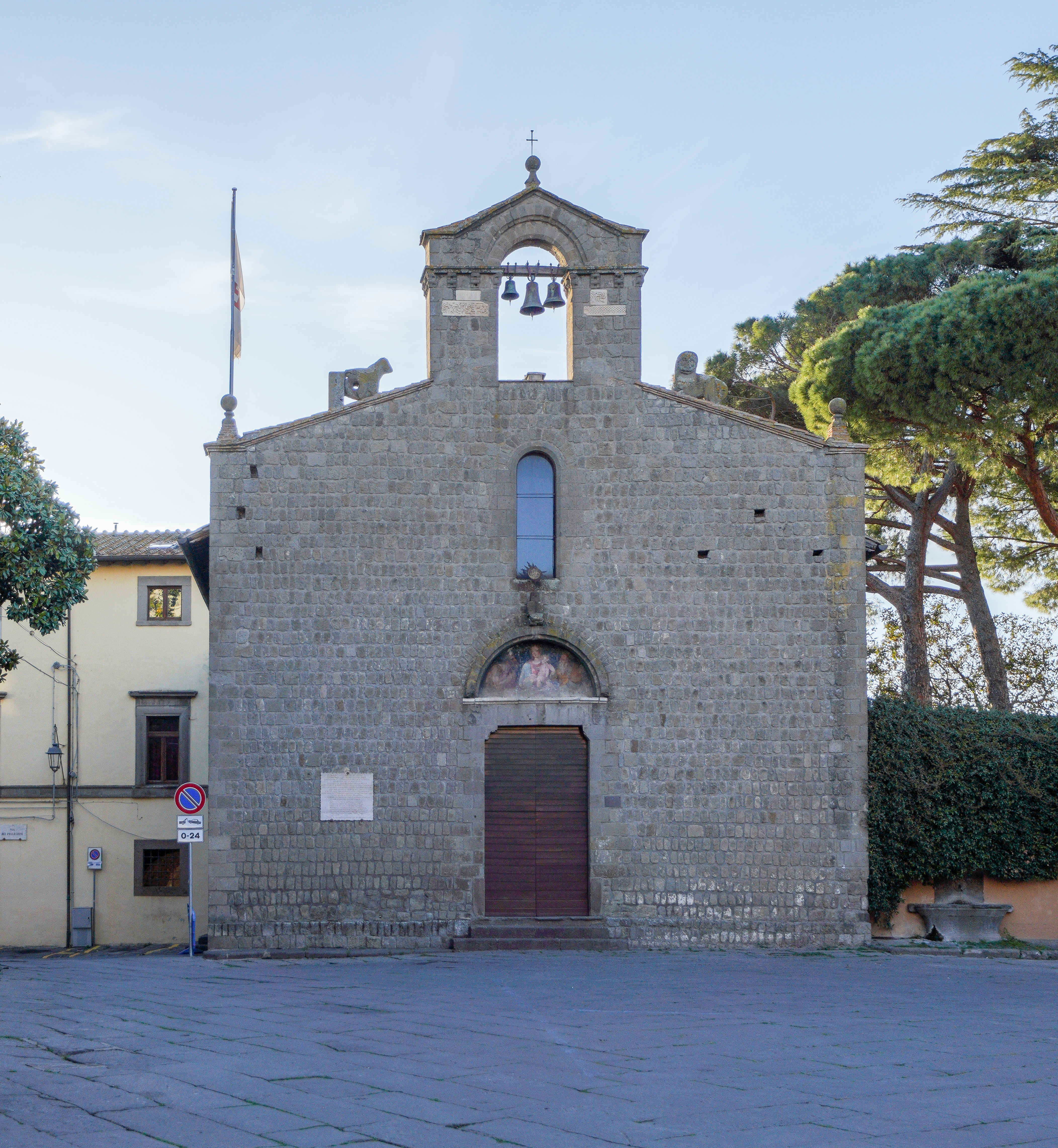
La chiesa di San Silvestro.

- Chiesa di San Silvestro, antichissima chiesa nella quale, nel 1271, avvenne l'efferato assassinio del principe inglese Enrico di Cornovaglia, che suscitò enorme sgomento nel XIII secolo e che fu anche ricordato da Dante[21].
- Abbazia di San Martino al Cimino, esempio di architettura gotica-cistercense.
- Basilica della Madonna della Quercia, a due chilometri da Viterbo, è uno dei più notevoli esempi di arte rinascimentale della Tuscia: primo monumento nazionale viterbese; sulla facciata maestosa si possono ammirare tre lunette di Andrea della Robbia. L'interno, progettato da Antonio da Sangallo il Giovane, con soffitto a cassettoni della navata centrale, conserva dipinti di Fra' Bartolomeo, di Michele Tosini,[22] ed un tempietto di Andrea Bregno.

Le altre chiese del centro storico sono le seguenti.
- Basilica di San Francesco alla Rocca
- Chiesa di Sant'Angelo in Spatha
- Chiesa di Santa Rosa, nella quale è venerato il corpo della Santa patrona della città e dove si conclude il percorso della Macchina di Santa Rosa; è edificata su una piccola altura accanto alla cosiddetta Casa di Santa Rosa.
- Chiesa di Sant'Egidio
- Chiesa di Santa Maria del Suffragio
- Chiesa di San Sisto, a lato di porta Romana, dove inizia il percorso della Macchina di Santa Rosa.
- Chiesa di Santa Maria della Verità
- Chiesa di Sant'Andrea
- Chiesa della Santissima Trinità
- Chiesa di San Giovanni in Zoccoli
- Chiesa di San Pietro

### Architetture civili
- Palazzo dei Papi, costruito fra il 1255 e il 1266 sul colle di San Lorenzo per ospitare e proteggere i pontefici durante il loro soggiorno a Viterbo, con la celebre loggia formata in un solo lato da sette archi sorretti da esili colonnine binate che si intrecciano formando una elegante trabeazione. Dalla loggia si entra nella grande Sala del Conclave, teatro della famosa elezione di papa Gregorio X.

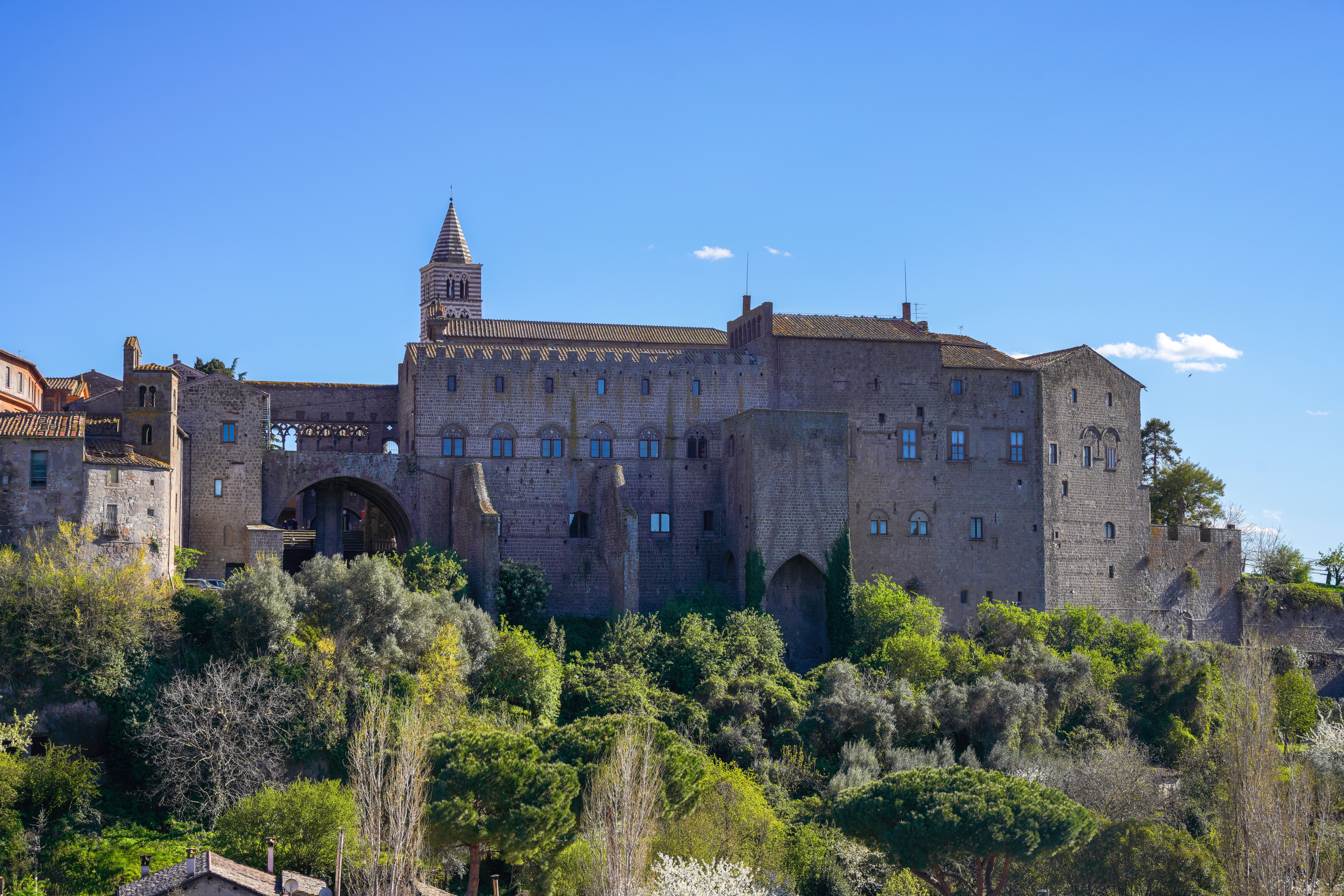
Palazzo dei Papi (XIII secolo).

- Quartiere medievale di San Pellegrino, nel centro storico, sul percorso della via Francigena. L'asse principale inizia da piazza San Carluccio e continua lungo via San Pellegrino fino alla piazza su cui confluiscono vicoli laterali e su cui si affacciano l'omonima piccola chiesa e il palazzo degli Alessandri. Numerose case sono dotate di profferlo, la scala a vista tipica dell'architettura viterbese medievale.
- Rocca Albornoziana, sede del Museo nazionale etrusco, costruita nel 1354 dal cardinale Egidio Albornoz e ristrutturata nel 1506 da Bramante su incarico di papa Giulio II.
- Fontane medievali dette “a fuso” o a "coppe sovrapposte" per la caratteristica forma del fusto centrale, in piazza della Rocca, piazza Fontana Grande, piazza delle Erbe, piazza della Morte, piazza di San Faustino, piazza Fontana di Piano[23].
- Palazzo dei Priori (Municipio) e Prefettura su piazza del Plebiscito, meglio conosciuta dai viterbesi come "piazza del Comune".

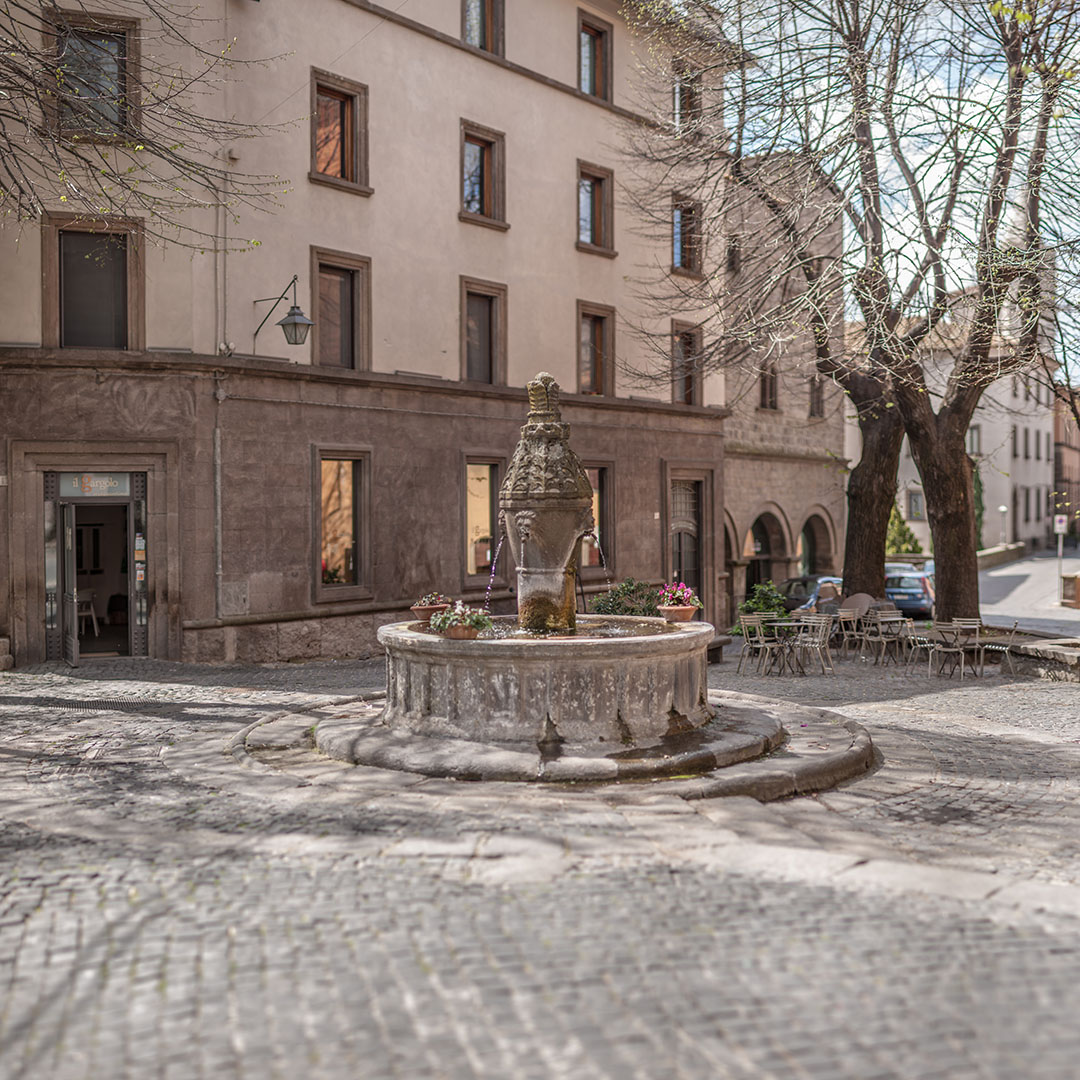
La fontana in Piazza della Morte.

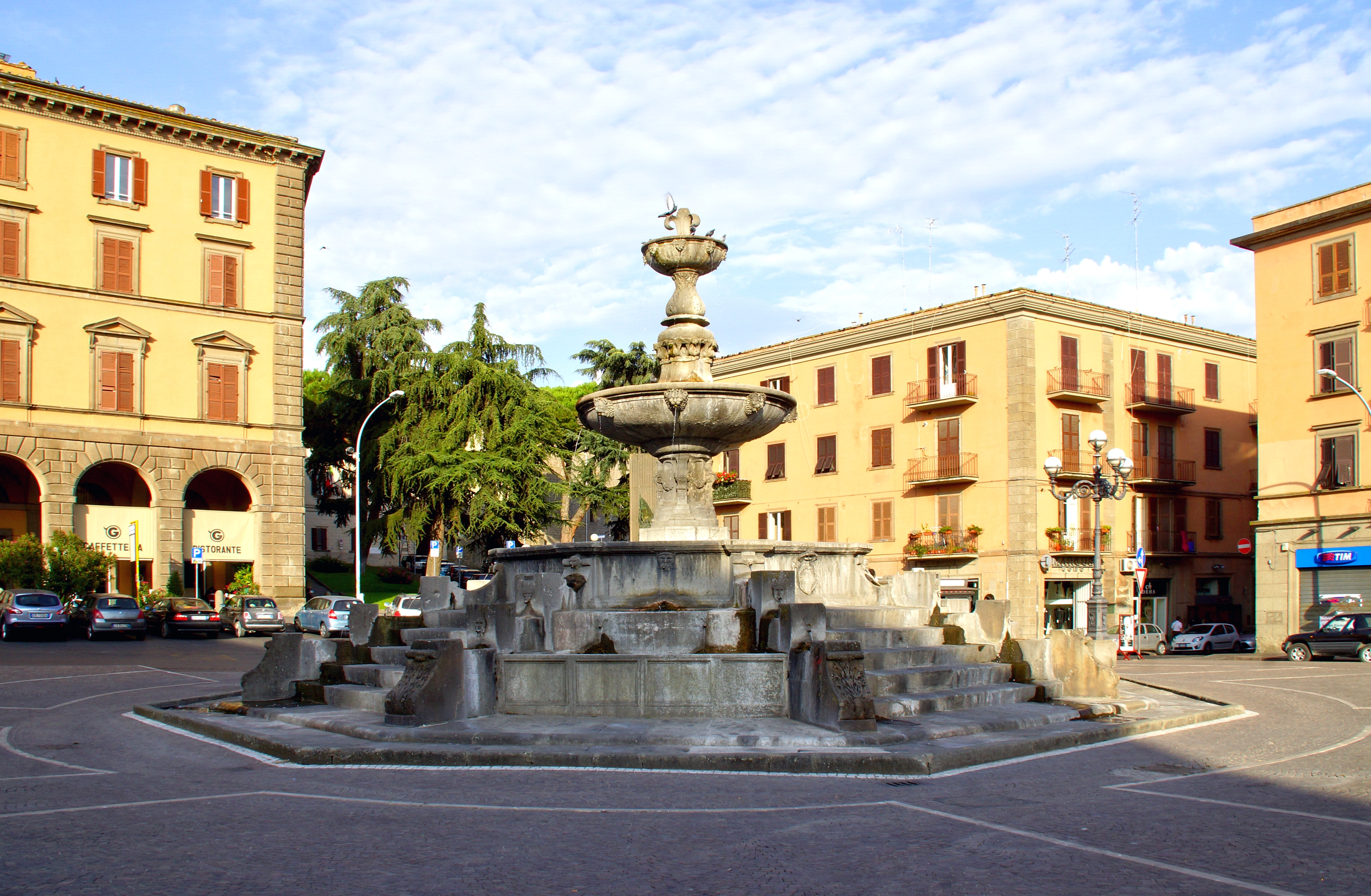
Fontana di Piazza della Rocca.

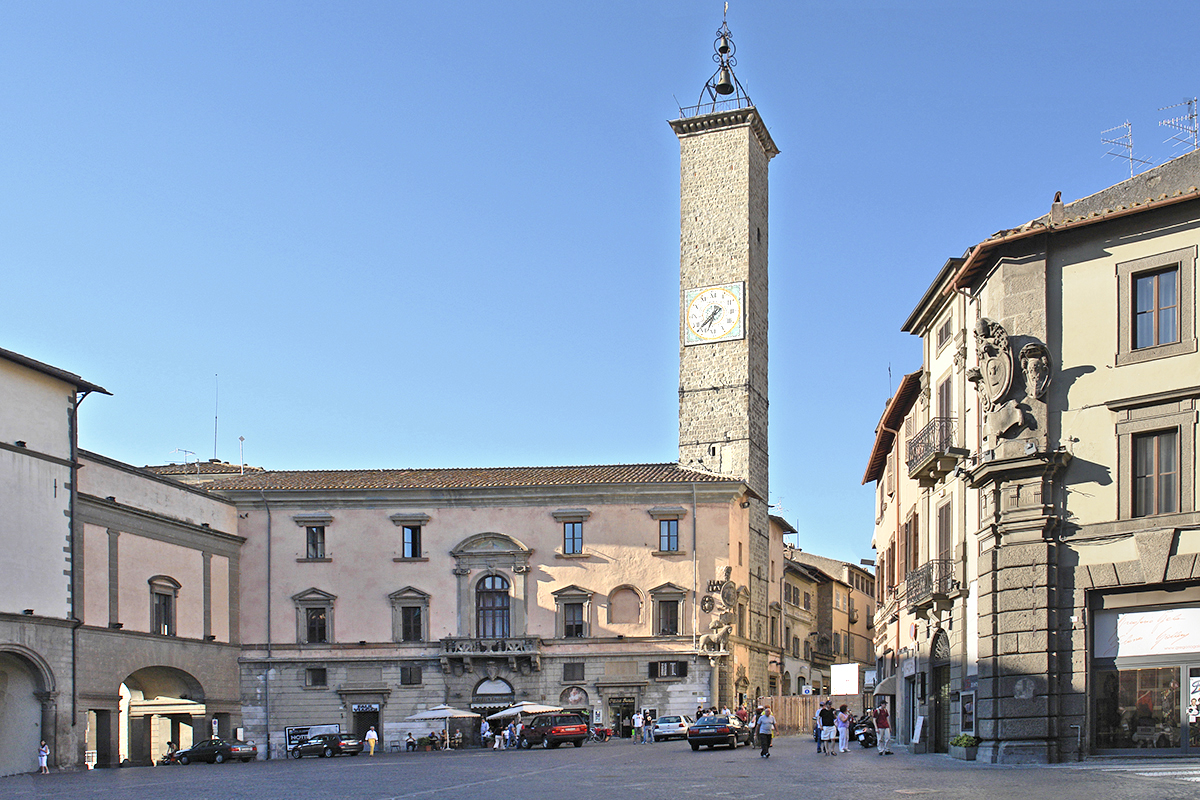
Piazza del Plebiscito.

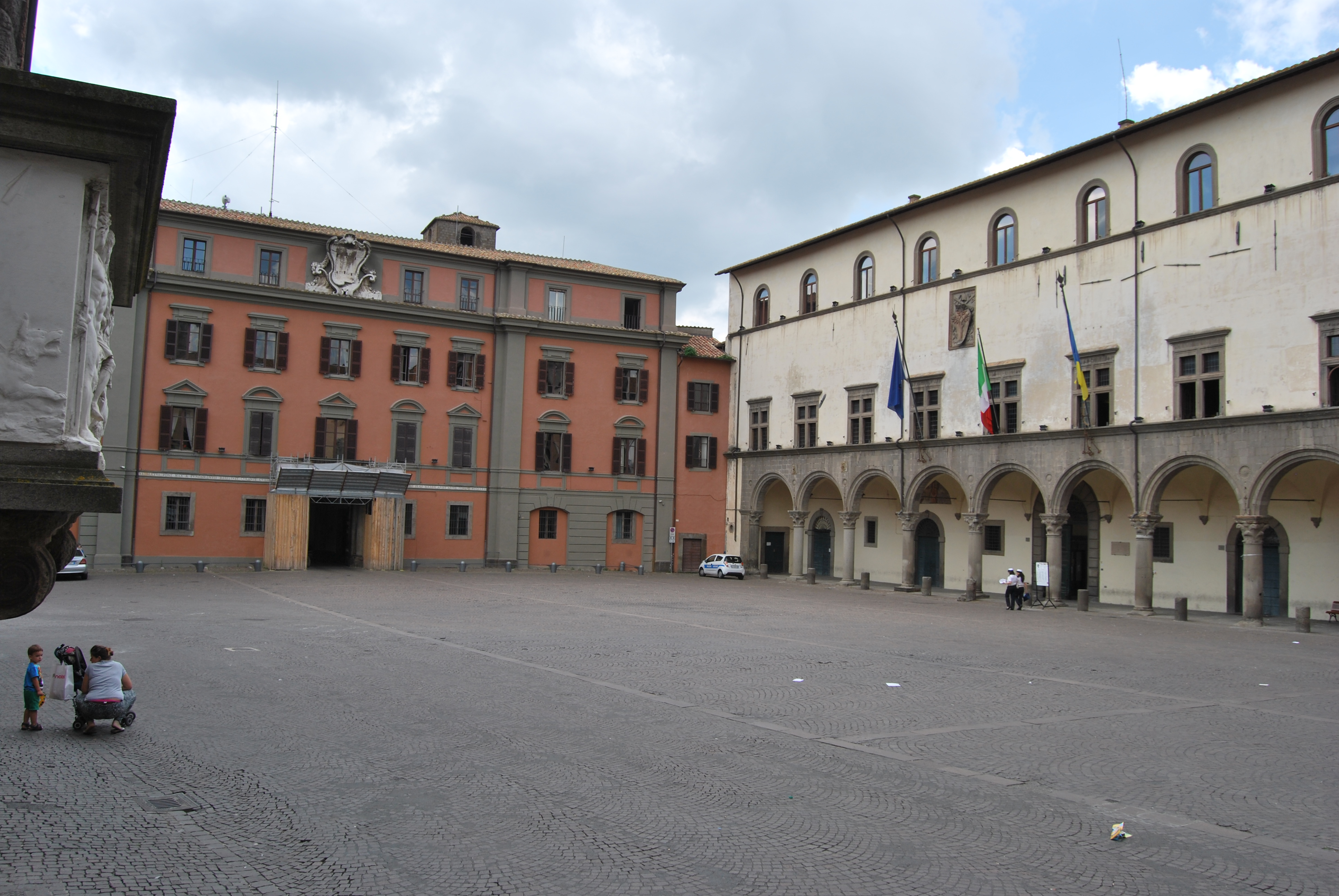
Prefettura (a sinistra) e Palazzo dei Priori (a destra) in Piazza del Plebiscito.

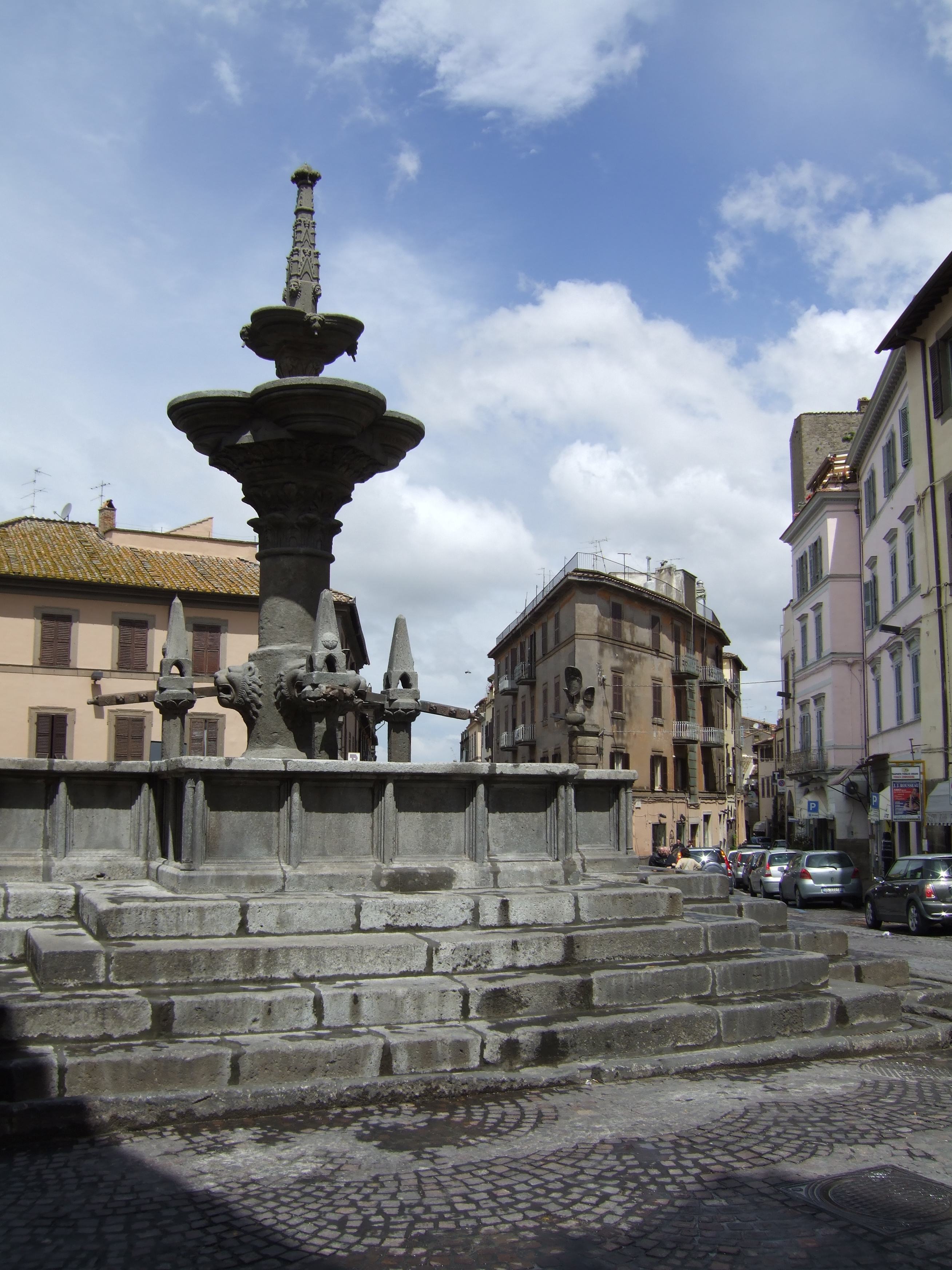
Fontana Grande.

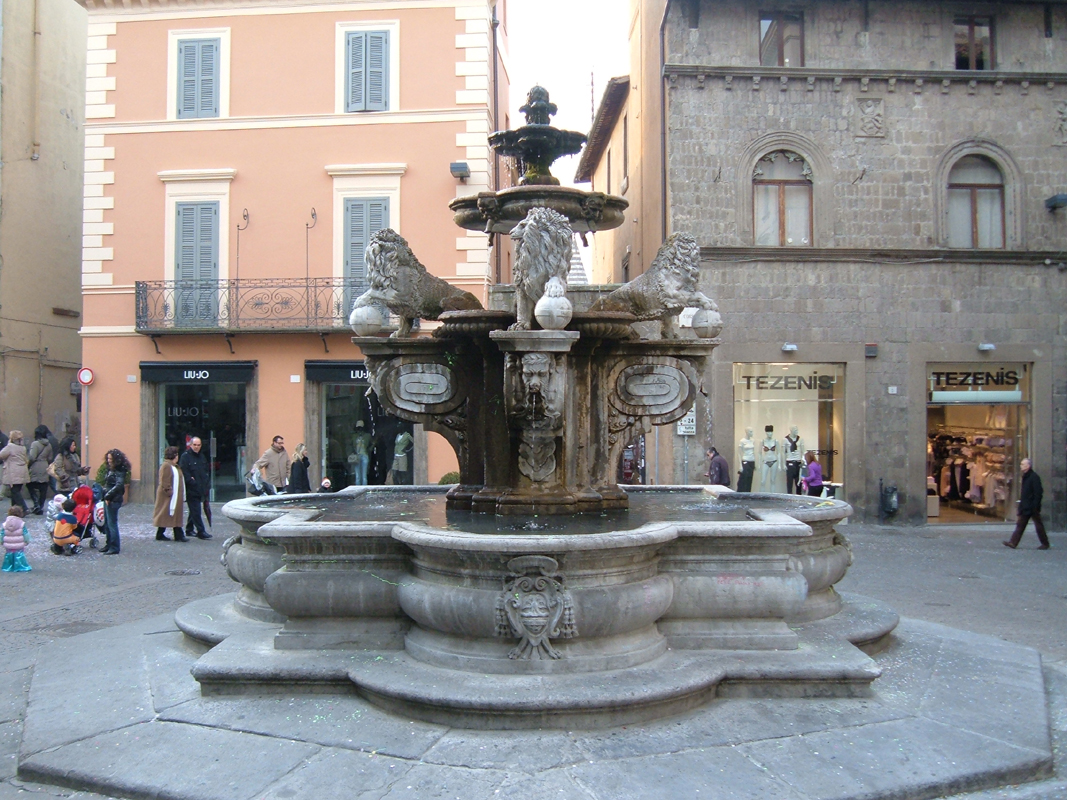
Piazza delle Erbe.

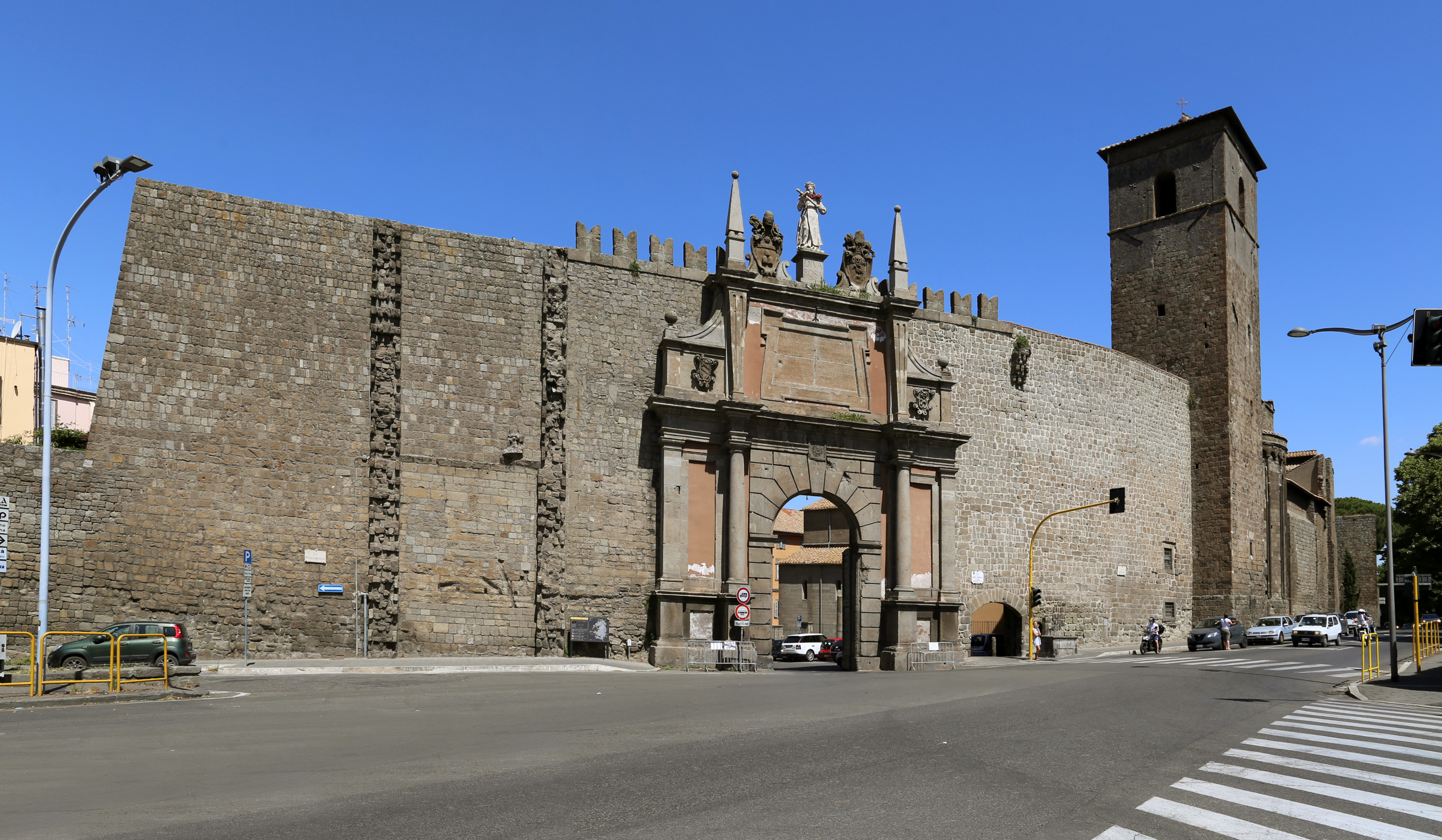
Porta Romana.

- Villa Lante a Bagnaia, nella frazione di Bagnaia, celeberrima per il suo giardino all'italiana attribuito al Vignola, e definita da Sitwell One of the most beautiful places in the world.[24]Porta Fiorentina.

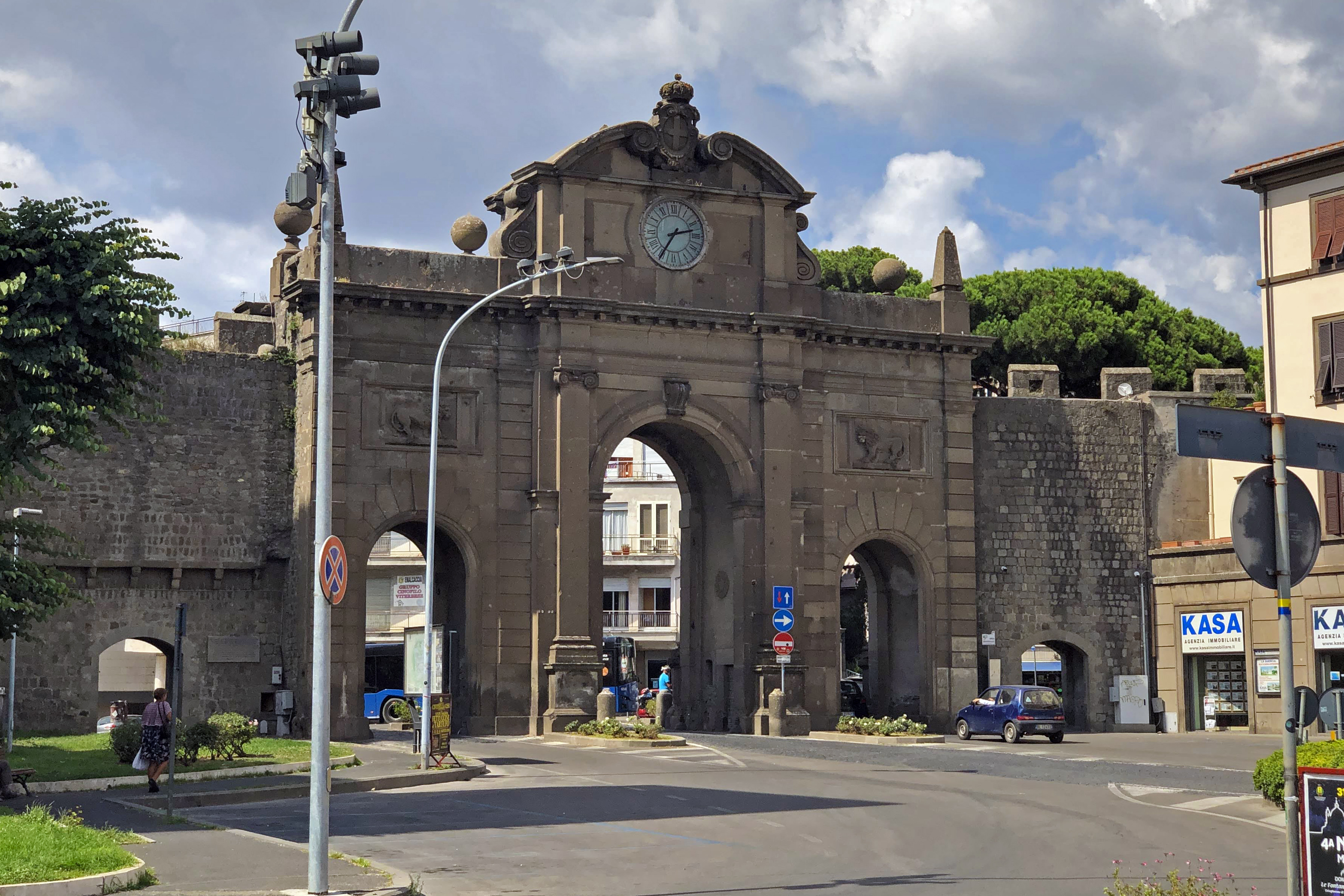
Porta Fiorentina.

### Architetture militari
- Mura medievali, estese per circa quattro chilometri, il cui tratto più antico risale al 1095 e il cui tracciato è conservato quasi perfettamente integro, con le due porte principali (porta Romana e porta Fiorentina) e le altre minori (San Pietro, Fiorita, del Carmine, San Lorenzo, di Valle, Faul, Bove, Murata, San Marco, della Verità, San Leonardo)[25]; vicino alla porta Faul sorge la torre del Branca, detta della Bella Galliana.

### Siti archeologici
- Ferento, sito archeologico sulla strada Teverina, con interessanti vestigia di epoca etrusca, romana e medievale, e un bel teatro romano in buono stato di conservazione nel quale si svolgono spettacoli teatrali e musicali estivi. Notevole impulso ai ritrovamenti in questo sito e nella vicina Acquarossa venne dalle varie campagne di scavi condotte personalmente tra il 1960 e il 1973 dal Re archeologo Gustavo VI Adolfo di Svezia.
- Necropoli di Castel d'Asso, la prima a essere scoperta e probabilmente la più vasta della zona[26].
- Necropoli di Norchia, sito archeologico preistorico, etrusco, romano e medievale nei pressi di Vetralla, ma nel territorio comunale di Viterbo.
- Scavi di Musarna e Acquarossa, portate alla luce nel XX secolo.
- Poggio Giudio.[27]

### Aree naturali
- Bullicame, sorgente di acqua sulfurea calda dalle importanti proprietà terapeutiche, che alimenta - anche se la sua portata mostra significative riduzioni - una stazione termale e varie pozze libere, citato da Dante nell'Inferno[28].

- Riserva Naturale Regionale Valle dell'Arcionello, di particolare interesse ambientale, geologico ed archeologico[29] con una superficie di 438 ettari si estende dalle propaggini delle mura civiche medievali fino al monte Palanzana (802 m) comprendendo la gola del fosso Urcionio. Presenta il fenomeno dell'inversione vegetazionale con piante dei climi freddi e umidi come il faggio alle quote più basse, mentre piante come il leccio, tipiche di climi caldi e quote basse, crescono a quote più alte in cima alle pareti, ben esposte al sole.
- Prato Giardino, il principale parco della città, collocato appena fuori porta Fiorentina, tra via della Palazzina e via del Pilastro e con un'estensione di circa 4 ettari. All'interno del parco sono stati innalzati busti in onore di Vittorio Emanuele II, Giuseppe Garibaldi, Amedeo di Savoia duca d'Aosta, Giuseppe Mazzini e Cesare Dobici (musicista viterbese).[30]
- Orto botanico "Angelo Rambelli" dell'Università degli studi della Tuscia[31].

### Altro

#### San Martino al Cimino
La frazione di San Martino al Cimino presenta un disegno urbanistico innovativo di case a schiera, realizzato nella prima metà del Seicento per volontà di Donna Olimpia Maidalchini, una delle più potenti donne del suo tempo, che chiamò a lavorarvi un gruppo di prestigiosi architetti, tra i quali Francesco Borromini.

#### Terme
Le acquee sulfuree alimentano vari impianti termali, per i quali è famosa la città, e di cui le più storiche sono le Terme dei Papi.

#### Sottosuolo
Le numerose gallerie sotterranee scavate nel tufo, che mettono in comunicazione gran parte degli edifici del centro storico, creano una vasta rete di cunicoli e camminamenti, talvolta parzialmente sommersi, dove sono stati trovati reperti storico-archeologici. Sono utilizzate prevalentemente come cantine, ma nella seconda guerra mondiale funsero da rifugio della popolazione durante i bombardamenti aerei che colpirono duramente la città nel 1943-44.

## Società

### Evoluzione demografica
Abitanti censiti

### Etnie e minoranze straniere
Al 31 dicembre 2023 gli stranieri residenti nel comune erano 7 042, ovvero il 10,64% della popolazione. Di seguito sono riportati i gruppi più consistenti:
- Romania 1 937
- Sri Lanka 522
- Nigeria 394
- Ucraina 369
- Bangladesh 259
- Albania 255
- Pakistan 201
- Senegal 195
- Repubblica Dominicana 186
- Cina 178

### Lingue e dialetti
In città è diffuso il dialetto viterbese, appartenente ai dialetti mediani e parlato in tutta la provincia di Viterbo. Influenza in modo minore alcuni dialetti della provincia di Terni, della città metropolitana di Roma Capitale e della provincia di Grosseto.

### Tradizioni e folclore
La Macchina di Santa Rosa è una tradizionale manifestazione che si svolge ogni anno la sera del 3 settembre, in onore della Santa patrona: una struttura illuminata, alta 30 metri e del peso di 52 quintali, viene portata a spalla da cento uomini, i "Facchini di Santa Rosa", per le vie abbuiate della città. Nel 2013 è stata inclusa nella Lista rappresentativa del patrimonio culturale immateriale dell'umanità nell'ambito della Convenzione per la salvaguardia del patrimonio culturale immateriale dell'UNESCO insieme alla Festa dei Gigli di Nola, alla Varia di Palmi e alla Discesa dei Candelieri di Sassari, riunite nella Rete delle grandi macchine a spalla italiane.

### Istituzioni, enti e associazioni
A Viterbo hanno sede: il comando nazionale dell'Aviazione dell'Esercito, la Scuola Sottufficiali dell'Esercito, la Scuola ITC SUS e la Scuola Marescialli dell'Aeronautica Militare.
La principale struttura ospedaliera della città è l'ospedale Santa Rosa, situato nella zona sud-est in località Belcolle, sulla Strada provinciale Sammartinese.

## Cultura
Viterbo è punto di riferimento per buona parte della provincia per quanto riguarda l'istruzione superiore e città universitaria con discreta presenza di studenti fuori sede. Molto noti erano i festival della musica che venivano organizzati a Viterbo negli anni settanta: nel 1973 è stato organizzato il Festival Pop dove hanno partecipato artisti come Alan Sorrenti e i Garybaldi, i quattro anni successivi fino al 1977 è stato organizzato il Festival dei Cantautori dove hanno partecipato artisti come Mauro Pelosi, Riccardo Cocciante, Renato Zero, Rino Gaetano, Angelo Branduardi, Lando Fiorini, Gianni Davoli, Ivan Graziani e molti altri. Nel 2005 a Viterbo si è svolta una tappa del Festivalbar condotto da Vanessa Incontrada e Fabio De Luigi. Negli ultimi anni sono nate e cresciute numerose manifestazioni culturali e di svago, tra cui alcuni festival che hanno ottenuto risonanza nazionale e internazionale, quali il Premio Fausto Ricci, Caffeina, Tuscia Film Fest, Tuscia in Jazz, JazzUp Festival, Tuscia Operafestival, Festival Barocco, Quartieri dell'Arte, Medioera, Ludika 1243, Ombre Festival. Viterbo presenta al visitatore la sua eredità culturale attraverso gli allestimenti di 5 musei e svariati luoghi di interesse aperti al pubblico, come Viterbo Sotterranea, Palazzo dei Priori, il Polo Monumentale del Colle del Duomo, numerose chiese di epoche diverse.

### Istruzione
Nel 1979 è stata istituita l'Università degli Studi della Tuscia, erede della Libera Università della Tuscia che era attiva dal 1969.
A Viterbo sono presenti tutti i principali istituti di istruzione secondaria superiore statali, ed i seguenti istituti di istruzione superiori: Liceo Ginnasio Statale "Mariano Buratti" (Classico e Linguistico), Liceo Scientifico "Paolo Ruffini",  Liceo delle Scienze Umane e Musicale "Santa Rosa da Viterbo", Istituto Tecnico Economico "Paolo Savi", Istituto Tecnico Tecnologico "Leonardo Da Vinci", IPSIA "Guglielmo Marconi", IISS "Francesco Orioli".
Dal 1975 ha sede a Viterbo l'Accademia di Belle Arti "Lorenzo da Viterbo" (ABAV), parte di un network europeo di istituzioni artistiche. Presso i locali della AUSL ha sede il distaccamento di Didattica delle Professioni Sanitarie dell'Università La Sapienza di Roma. Dal 2001 Viterbo ospita anche gli studenti americani del progetto School Year Abroad per la scuola superiore e del progetto Usac per l'università.
Ha sede in Viterbo l'Istituto Teologico San Pietro per la formazione dei presbiteri della diocesi, della Congregazione di San Giuseppe e dei Cappuccini.

### Musei
- Museo Nazionale Etrusco, già Museo Nazionale Archeologico, ospitato dal 1986 nella Rocca Albornoz in piazza della Rocca.
- Museo Civico, ospitato dal 1955 nell'ex convento di Santa Maria della Verità in piazza Crispi, riaperto nel 1994 e nel 2014, intitolato a Luigi Rossi Danielli, archeologo viterbese. Tra le principali opere del museo vi sono il grandioso ed artisticamente rilevante Presepe, pala d'altare di notevoli dimensioni opera del pittore viterbese del XV secolo Antonio del Massaro, detto il Pastura, che fu allievo prediletto del Pinturicchio, e la Pietà di Sebastiano del Piombo, grande tavola che il maestro veneziano realizzò tra il 1516 e il 1517[39].
- Museo della Ceramica della Tuscia, ospitato dal 1996 nel Palazzo Brugiotti in via Cavour.
- Museo del Colle del Duomo, aperto dal 2000 accanto alla Cattedrale di San Lorenzo.
- Museo della Macchina di Santa Rosa, ospitato nella sede del Sodalizio Facchini di Santa Rosa in via San Pellegrino.
- Museo Rosa Venerini, ospitato presso il convento delle Maestre Pie Venerini in piazza San Carluccio.
- Museo Roberto Jappolo
- Museo storico dei Cavalieri Templari
- Museo della Casa di Santa Rosa
- Museo dell'Aviazione dell'Esercito
- Museo dei Portici
- Sistema Museale dell' Univeristà della Tuscia[40]

### Teatri e auditorium
- Teatro dell'Unione, in piazza Giuseppe Verdi, notevole esempio di teatro italiano ottocentesco, realizzato nel 1855 su progetto di Virginio Vespignani. Uno dei più noti direttori d'orchestra dell'Ottocento che onorò il podio del teatro fu il maestro Antonino Palminteri, che nel 1896 diresse la prima di Manon Lescaut di Giacomo Puccini e nel 1899 La traviata di Giuseppe Verdi[41].
- Cinema Teatro Genio, presso piazza delle Erbe, ricostruito nel 1948 sul luogo di un antico teatro settecentesco. È proprietà del comune di Viterbo e da alcuni anni è chiuso e in stato di abbandono.
- Teatro San Leonardo, in via Cavour; originariamente intitolato alla chiesa omonima (oggi non più esistente), è stato denominato Teatro Caffeina per alcuni anni, prima di tornare nel 2020 alla sua denominazione originaria.
- Sala Gatti, presso piazza delle Erbe, ex cinema successivamente diventata struttura polivalente per teatro e proiezioni.
- Auditorium di Santa Maria in Gradi, all'interno dell'ex convento omonimo, un tempo penitenziario e sede dell'Università degli Studi della Tuscia.
- Teatro di Ferento, teatro romano di epoca augustea raggiungibile dalla strada provinciale Teverina, all'interno dell'area archeologica di Ferento, che ospita un'affermata stagione estiva di spettacoli.

### Biblioteche
- Biblioteca San Giuseppe
- Biblioteca Consorziale
- Biblioteca dei Frati Minori Cappuccini
- Biblioteca di Santa Maria in Gradi

### Media
Tre sono i quotidiani cartacei con pagine di cronaca locale: Il Messaggero, storico quotidiano romano la cui redazione di Viterbo è situata in Via Marconi; il Corriere di Viterbo, con sede in Piazza dei Caduti e facente parte del gruppo Corriere dell'Umbria; La Provincia, aperto nel 2022, emanazione dell'omonimo quotidiano di Civitavecchia. Non esistono più la redazione locale de Il Tempo, che ha chiuso i battenti nel 2010, e i quotidiani Nuovo Corriere Viterbese del gruppo Angelucci e Nuovo Oggi Viterbo del gruppo Diaconale, attivi nel primo decennio degli anni Duemila.
In passato sono stati attive alcune testate free press: Melting Pot, Etrurialand, Totem Informacittà, La Città, Sottovoce, Move Magazine, Decarta.
La principale emittente radiofonica è stata a lungo Radio Verde, nata nel 1976 e chiusa nel 2018. Oggi è attiva la web radio Radio Svolta. In passato sono esistite Radio Gluc, Radio Sole, Radiondazzurra, Radio Mediterraneo.
Le emittenti televisive locali sono Tele Lazio Nord (canale 629 del digitale terrestre) e Tele Tuscia Sabina 2000 (canale 172 del digitale terrestre), nata a Rieti nel 1989 e presente a Viterbo dal 1999. Dal 1977 al 1998 ha trasmesso TeleViterbo (TVT), che si è a lungo distinta per le dirette della Macchina di Santa Rosa e per la grande attenzione dedicata allo sport, soprattutto calcio e basket. Dal 2008 al 2011 è stata attiva una redazione viterbese della romana IesTv.

### Cucina
A Viterbo è tipica una zuppa chiamata Acqua cotta, nata si stima più di un secolo fa dalle famiglie più povere, ottenuta aggiungendo ad un tegame di acqua delle erbe di campo, aglio, patate e cipolle, per poi essere condita alla fine con un filo di olio di oliva e dei pezzi di pane raffermo per riempire la pancia; in base alla stagione si mettevano poi erbe aromatiche come mentuccia, maggiorana, cicoria o borragine. Alcune versioni più o meno recenti introducono anche l'uso delle uova e/o di guanciale.
Si consuma anche un'insalata simile alla panzanella conosciuta come canata.
Altro piatto tipico della zona è il Fieno canepinese dall'omonimo paese di appena 3 000 abitanti. Consiste in una semplice pasta all'uovo (un uovo ogni 100g di farina), simile alle fettuccine, se non per la particolarità di essere fino appena qualche millimetro. Questa pasta fatta chiaramente a mano, viene poi servita con un sugo a base di salsa di pomodoro, con l'aggiunta di salciccia, cipolla ed odori che variano da famiglia in famiglia.

## Geografia antropica

### Quartieri
All'interno del centro storico sono individuabili i quartieri Pianoscarano, San Pellegrino, San Faustino, Cunicchio. Tutto il resto della città compresa all'interno della cinta muraria medioevale è noto semplicemente come Centro Storico.
Al di fuori delle mura sorgono numerosi quartieri di espansione moderna.
- A sud Carmine, Pietrare, Grotticella, Ponte dell'Elce.
- A est Cappuccini, Murialdo (che comprende anche le zone di Pila e Barco).
- A nord Paradiso, Ellera, Santa Lucia, Santa Barbara, Villanova, Palazzina, Riello e Poggino (zona industriale).
- A ovest Pilastro e Terme.

Il quartiere Cappuccini è stato il primo a sorgere al di fuori delle mura, negli anni Venti e Trenta del XX secolo, con abitazioni destinate a ferrovieri e impiegati statali. Il secondo, dagli anni Quaranta, è stato il Pilastro. Nel dopoguerra entrambi hanno conosciuto una forte espansione e sono nati tutti gli altri.

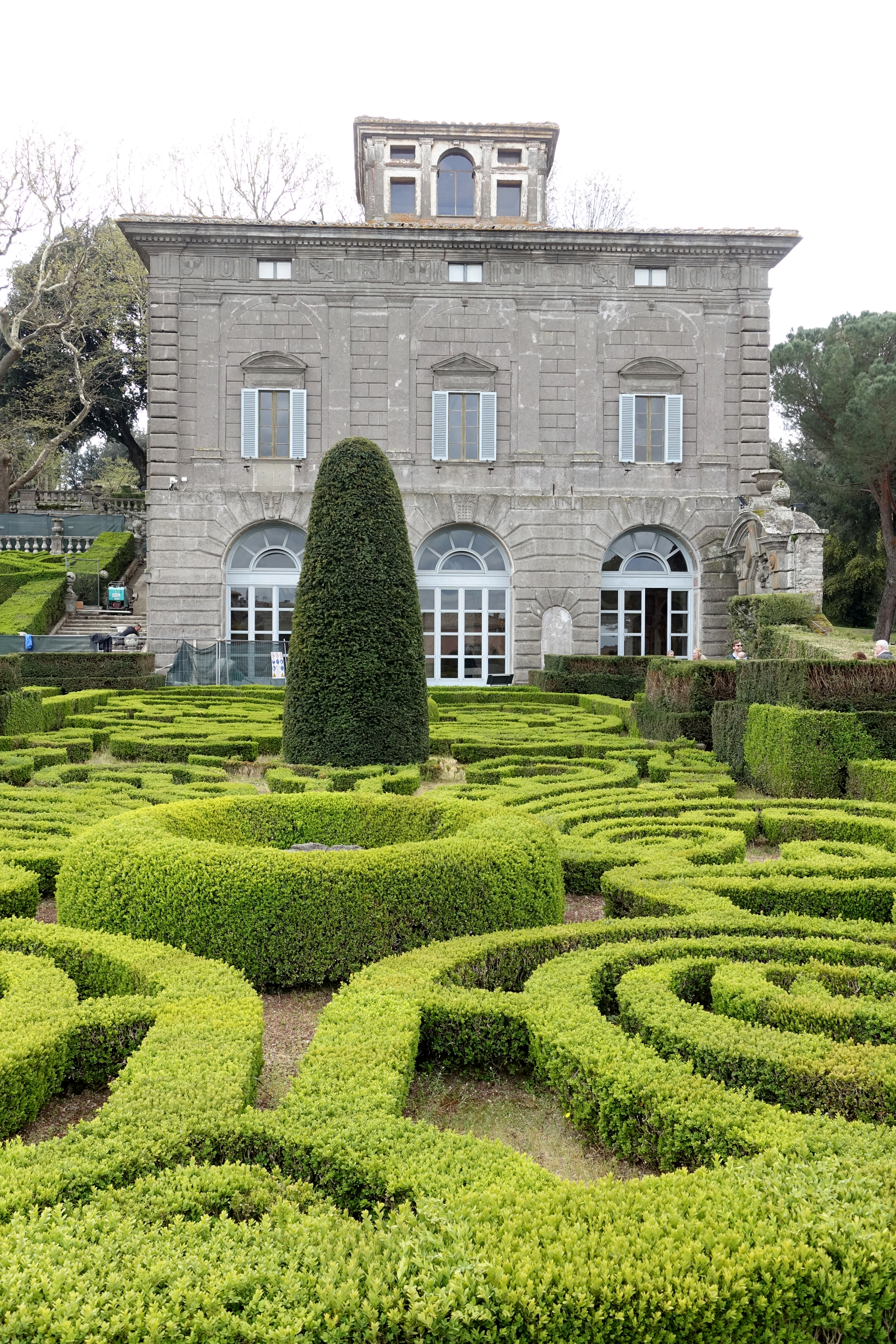
I giardini di Villa Lante (Bagnaia).

### Frazioni
Fanno parte del Comune di Viterbo le frazioni di La Quercia, Bagnaia, San Martino al Cimino, Tobia, Fastello, Grotte Santo Stefano, Montecalvello, Monterazzano, Ponte di Cetti, Roccalvecce, Sant'Angelo di Roccalvecce, Vallebona.
Sant'Angelo di Roccalvecce è noto come il paese delle fiabe o il borgo delle favole, per via dei numerosi murales dipinti sulle facciate della case.

## Economia
Viterbo è capoluogo di provincia, sede universitaria, sede militare del Comando dell'Aviazione dell'Esercito (AVES) e relativo Centro di addestramento, nonché della Scuola Sottufficiali Esercito (SSE, ex Scuola Allievi Sottufficiali - SAS) e della Scuola Marescialli Aeronautica Militare (SMAM).
Di seguito la tabella storica elaborata dall'Istat a tema Unità locali, intesa come numero di imprese attive, ed addetti, intesi come numero addetti delle unità locali delle imprese attive (valori medi annui).
|                     | 2015                  |                              |                            |                |                       |                     | 2014                  |                | 2013                  |                |
| ------------------- | --------------------- | ---------------------------- | -------------------------- | -------------- | --------------------- | ------------------- | --------------------- | -------------- | --------------------- | -------------- |
|                     | Numero imprese attive | % Provinciale Imprese attive | % Regionale Imprese attive | Numero addetti | % Provinciale Addetti | % Regionale Addetti | Numero imprese attive | Numero addetti | Numero imprese attive | Numero addetti |
| Viterbo (città)     | 6 592                 | 28,21%                       | 1,45%                      | 18 655         | 31,41%                | 1,21%               | 6 660                 | 18 603         | 6 798                 | 19 286         |
| Viterbo (provincia) | 23 371                |                              | 5,13%                      | 59 399         |                       | 3,86%               | 23 658                | 59 741         | 24 131                | 61 493         |
| Lazio               | 455 591               |                              |                            | 1 539 359      |                       |                     | 457 686               | 1 510 459      | 464 094               | 1 525 471      |

Nel 2015 le 6 592 imprese operanti nel territorio comunale, che rappresentavano il 28,21% del totale provinciale (23 371 imprese attive), hanno occupato 18 655 addetti, il 31,41% del dato provinciale (59 399 addetti); in media, ogni impresa nel 2015 ha occupato poco meno di tre persone (2,83).

## Infrastrutture e trasporti

### Strade

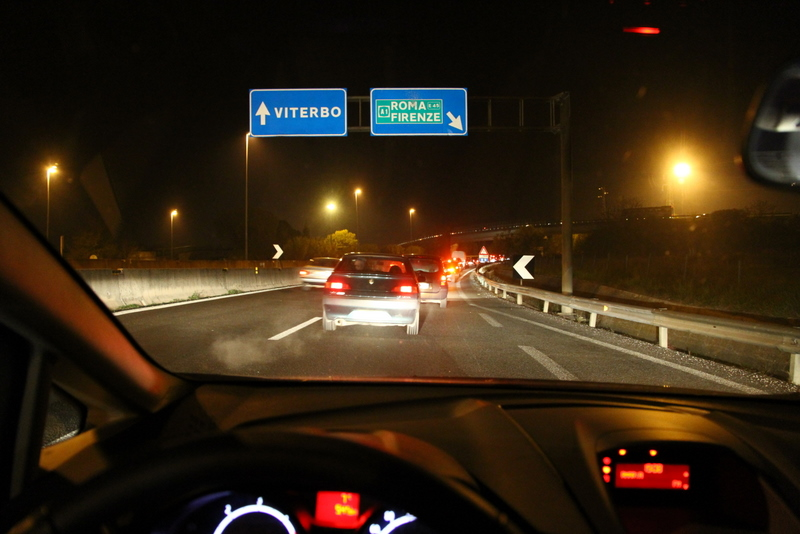
Indicazioni stradali sulla SS675

Le principali direttrici stradali di Viterbo sono:
- via Cassia, divisa in Cassia Nord in direzione Montefiascone e Cassia Sud in direzione Vetralla;
- Strada statale 675 Umbro-Laziale;
- Strada provinciale 1, Cimina;
- Strada provinciale 2 Tuscanese;
- Strada provinciale 5 Teverina;
- Strada provinciale 151 Ortana
- Circonvallazione Giorgio Almirante, nota come Tangenziale Semianello. È una strada urbana a scorrimento veloce composta da due carreggiate separate da guardrail con due corsie per senso di marcia.
- Tangenziale ovest

### Ferrovie

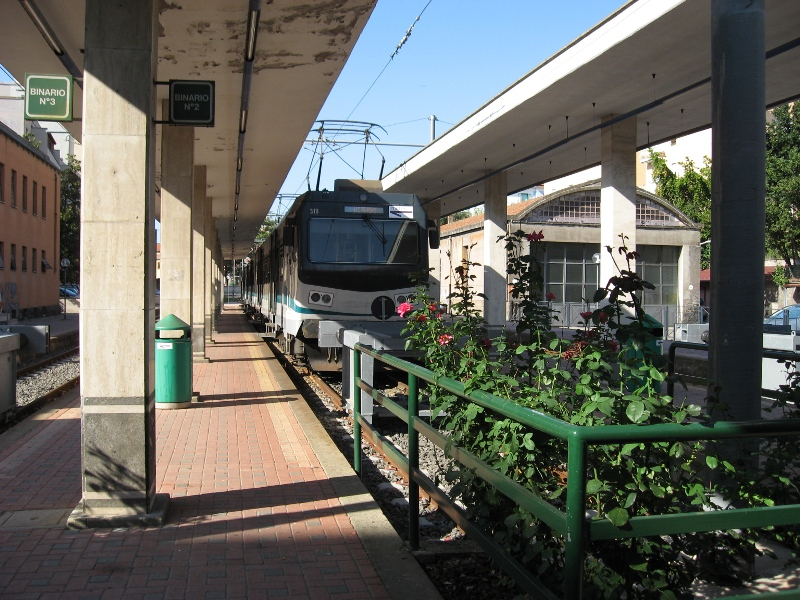
Stazione della Ferrovia Roma-Civita Castellana-Viterbo.

Viterbo è raggiunta dalle seguenti linee ferroviarie:
- La linea FL3 Viterbo-Capranica-Roma. Su questa linea, nel territorio comunale, si trovano le stazioni di Porta Fiorentina (capolinea) e Porta Romana;
- La linea Viterbo-Attigliano-Orte che collega la città con il nodo ferroviario di Orte, collocato sulla linea Firenze-Roma e sulla Roma-Ancona. Su questa linea, nel territorio comunale, si trovano le stazioni di Porta Fiorentina (capolinea) e Grotte Santo Stefano;
- La linea Roma-Civita Castellana-Viterbo, nota anche come Viterbo-Roma nord, gestita da Astral e Cotral. Su questa linea, nel territorio comunale, si trovano le stazioni di Viale Trieste (capolinea) e Bagnaia.

### Aeroporti
L'Aeroporto di Viterbo è un aeroporto militare che si trova a nord-ovest dalla città ed è sede del Centro di Addestramento dell'Aviazione dell'Esercito (Aves). È intitolato al tenente pilota Tommaso Fabbri (1908-1936).

### Mobilità urbana
I trasporti pubblici urbani sono gestiti dalla società Francigena, i trasporti interurbani vengono svolti con servizi regolari di autobus gestiti da COTRAL.

## Amministrazione
Nel 1927, a seguito del riordino delle circoscrizioni provinciali stabilito dal regio decreto n. 1 del 2 gennaio 1927, venne istituita la provincia di Viterbo di cui la città divenne capoluogo, staccandosi dalla provincia di Roma.
Dal 27 giugno 2022 è sindaca Chiara Frontini, indipendente eletta con liste civiche.

### Gemellaggi
Viterbo è gemellata con le seguenti città:
- Binghamton
- Albany (New York)
- Santa Rosa de Viterbo (Brasile)
- Palmi
- Nola
- Sassari
- Campobasso
- Springfield (Massachusetts)

### Altre informazioni amministrative
Fa parte della Comunità Montana dei Cimini.

## Sport

### Atletica leggera
- ASD Atletica Viterbo[47]
- Atletica Di Marco Sport[47]

### Baseball
- Viterbo Rams

### Calcio
- FC Viterbo, militante in Eccellenza
- G.S.D. Pianoscarano 1949, militante in Prima Categoria.

### Pallacanestro
- Viterbo Ants, milita in serie A2 femminile.
- Stella Azzurra Viterbo che, nel campionato 2021-2022, milita nel campionato maschile di Serie C Gold.[48]
- Favl Viterbo

### Pallavolo
- ASD Volley Life che nel 2019-2020 milita nel campionato femminile serie B2.[49]

### Rugby
- Union Rugby Viterbo che nel 2019-2020 milita nel campionato maschile di serie C.[50]
- Tuscia Rugby che nel 2019-2020 milita nel campionato maschile di serie C2.

### Pallanuoto
- Nuoto Club Viterbo[51]

### Impianti sportivi
- Stadio Enrico Rocchi
- PalaMalè
- Campo Rugby Sandro Quatrini
- Campo sportivo caserma Saloni[52]
- Piscina comunale (Centro Federale FIN)